# 動物戦隊ジュウオウジャー
『動物戦隊ジュウオウジャー』（どうぶつせんたいジュウオウジャー）は、2016年2月14日から2017年2月5日まで、テレビ朝日系列で毎週日曜7時30分 - 8時（JST）に全48話が放送された、東映制作の特撮テレビドラマ、および作中で主人公たちが変身するヒーローの名称。
キャッチコピーは「本能覚醒!!」。

## 概要
スーパー戦隊シリーズ第40作目の記念作品であり、『百獣戦隊ガオレンジャー』以来の動物をメインモチーフとした戦隊である。動物は過去のシリーズでもたびたびデザインモチーフとして用いられていたが、本作品では動物というモチーフを物語としても掘り下げることが志向されている。
メンバーは地球人1人と、異世界の人間4人という構成が採られており、後者は人間態とヒーローとしての姿のほかに獣人としての姿も持っている。これは、動物がパートナーとなっていた『ガオレンジャー』など過去の動物をモチーフとした戦隊との差別化も意図している。また、近年はネコ科モチーフのレッドが多かったとの判断から鳥類がレッドとなった。
「レッド・ブルー・イエロー・グリーン・ホワイト」という初期メンバーの組み合わせは、スーパー戦隊シリーズ40作目にして初である。青色（ブルー）の女性戦士は、『魔法戦隊マジレンジャー』のマジブルー以来11年ぶりとなる。
ロボットや装備はキューブを統一モチーフとしている。これはロボット側で「一発変形」というコンセプトが挙がり、前例がなくかつ玩具として長期に遊べるものとして採用された。これらのデザインはリアリティよりも玩具としての遊びやすさが重視されている。前作『ニンニンジャー』での忍シュリケンのような変身に連動したアイテムはなく、玩具では低価格帯のキューブウエポンシリーズがこれに替わるものとして位置づけられている。
タイトルは「ジュウオウジャー」が先に決まり、戦隊名は「猛獣」や「野獣」では「じゅう」が重なることやわかりやすさを重視したことから「動物戦隊」が選ばれた。メンバーの個別名は、レッドが複数の動物モチーフに変身することから、色名ではなく動物名が主となった。
撮影面ではドローンが導入され、空戦シーンなどに活用された。
第1話放送当日には全国の玩具店で、ジュウオウイーグルのフィギュアを無料プレゼントするキャンペーンが行われた。
同年9月11日放送分でスーパー戦隊シリーズ放送通算2,000回を迎えた。それを記念し、9月4日放送分と9月11日放送分には『海賊戦隊ゴーカイジャー』の6人がゲスト出演した。また、9月4日放送分の第28話では『烈車戦隊トッキュウジャー』から子ども姿（本来の姿）のトッキュウジャーも出演。この他、エンディングテーマとして『ゴーカイジャー』のエンディングテーマだった「スーパー戦隊 ヒーローゲッター」の2016年版が公開された。東映プロデューサーの宇都宮孝明は、40作記念を前面に出さないことになっており、ゴーカイジャーの客演はイレギュラーであったと述べている。
最終話の結末について、同年アメリカ合衆国大統領に就任したドナルド・トランプの政策などへの批判ではないかとの指摘に対し、メインライターの香村純子はこれを否定し、小学校への進学など子供たちが「知らない世界を受け入れる」ことへの助けになることを意識したものであるとしている。2つの世界が融合するという展開は同年放送のテレビアニメ『魔法つかいプリキュア!』と同様であるが、香村は脚本執筆後に同番組を視聴して内容を知ったという。
バンダイの玩具売上は通期88億円を記録している。
企画段階では「快盗」が有力なモチーフ候補の1つに挙がっており、本作品では採用には至らなかったが、本作品と同じく宇都宮孝明がプロデューサーを務めた『快盗戦隊ルパンレンジャーVS警察戦隊パトレンジャー』でモチーフとして採用され、香村も本作品からの繋がりでメインライターを務めた。

## あらすじ
駆け出しの動物学者である風切大和は、とある森の中で仕事をしていた際に「お守り」として持っているキューブを落とし、それを拾いに行くとそこに巨大なキューブ型の物体を発見する。大和がくぼみに自身の持つキューブを差し込むと巨大なキューブは突然開いてそれに吸い込まれ、その先は人間と同じような二足歩行の体型や服装をしながらも外見上は動物の特徴を持つ生命体であるジューマンが生活している異世界ジューランドへと繋がっていた。
ジューランドに迷い込んだ大和は、その世界の住人で自身の前に現れた巨大なキューブであるリンクキューブの番人でもあるセラ、レオ、タスク、アムという4人のジューマンと出会う。大和は彼らと交流するも、自身がお守りとしていたキューブの正体がリンクキューブを介してジューランドと人間界とを繋ぐ鍵となる「王者の資格」であり、さらにそれが以前に何者かにより盗まれた物であったことから、自身が王者の資格を盗んだ犯人であると彼らに疑われることとなるが、そこでリンクキューブが原因不明の異常を起こす。動揺するジューマンたちの隙を見て大和は王者の資格をリンクキューブに差し込んでジューランドを後にし、セラたちもそれを追って人間界へとやってくる。
大和が人間界へと戻ると、これまでに99の星を滅ぼしてきた宇宙の無法者集団デスガリアンによる無差別破壊が開始されており、大和が仕事をしていた森は彼らに襲われて焼け野原となり人々や動物たちが逃げ惑っていた。大和を追ってきたセラたち4人は王者の資格が変化したジュウオウチェンジャーで動物戦隊ジュウオウジャーへと変身しデスガリアンとの戦いに挑むが、さらなる敵の加勢により徐々に追い詰められる。そんな中、大和もデスガリアンの幹部であるジャグドへと立ち向かい、「この森と地球に生きる命を守るために俺も戦いたい」という気持ちからジュウオウチェンジャーでジュウオウジャーの一員であるジュウオウイーグルへと変身してジャグドを撃破する。
激戦を終えたものの、ジャグドによりリンクキューブを破壊されたうえに王者の資格のひとつを何者かが持ち去ったためにセラたちはジューランドへ帰還することができなくなり、大和はそんな彼らの面倒を見ることにした。
こうして、デスガリアンとの戦いに加えて、大和と4人のジューマンとの人間界での共同生活が始まるのであった。

## 登場人物

### 動物戦隊ジュウオウジャー
群れである6人は大和と操のみ人間であり、それ以外は異世界であるジューランド出身のジューマンで、いずれもジューランドではリンクキューブの番人をしていた。変身後は胸部に描かれた動物の絵にある目が光り、「野性解放」することでジューマンパワーの特徴を具現化することが可能で、同時に3つのジューマンパワーを解放することは「野性大解放」と呼ばれる。基本的な決めゼリフは「この星をなめるなよ！」。
前述の通り、現時点で人間界にいるジューマンはジューランドに帰る手段が失われているため、セラたち4人は大和の叔父にあたる真理夫のアトリエかつ自宅である「アトリエ・モリ」に居候している。
- ジューマン態のマスクは目の穴が変身後のマスクよりも小さいため、前が見えづらいという[20]。アクション監督の福沢はジューマン態は普通の服を着ていることから、特別何か違うことをしようとは考えておらず、流れに任せて撮影しているという[21]。

風切 大和（）
本作品の主人公。駆け出しの動物学者である人間の男性。ジュウオウジャーのリーダー的存在。身長174センチメートル。トレードマークはスカーフ。
アトリエ・モリに下宿している。幼少期から動物が好きであり、真理夫に「昔から犬でも猫でも人間でもほっとけない」と言われるほど面倒見の良い性格であるため、要らぬ苦労を背負い込むことも多い。ただし、怒ると強行手段に出ることもあり、レオには「怒らせると面倒くさい」と言われているほか、アムからは「意外と無茶する」と言われるような行動に出ることもある。誰に対しても明るいさわやかな好青年だが、命を軽んじるものに対しては怒りを隠さない。幼少期から考え事をすると眠れなくなり、その時には真理夫の作ったホットミルクを愛飲している。
幼少期に親と衝突が生じて家出をするも、雨の降り注ぐ夜の山中で怪我を負った際に自分を助けてくれたバドから託された「王者の資格」をお守りとして大事に持っているほか、同時に彼のジューマンパワーも密かに託されていた。またこの時の経験と母の遺言から、「地球の生き物はどこかで繋がっており、その繋がった誰かを守る人になりたい」と志すようになる。ジュウオウイーグルへの変身能力を身につけてからは超視力が覚醒し、かなり遠く離れたものでもはっきり見えるようになったほか、超速の矢も見切ることができるようになった。最終話では、ジニスの本当の正体を見破るのに役立った。
両親に関して仲間に尋ねられた際には真理夫と共にはぐらかしているが、母親の和歌子とは幼少期のころに死別しており、父親の景幸とは幼少期からよく喧嘩になっていた模様で彼が和歌子の臨終に立ち会わなかったことから疎遠になっている。重傷を負った操を搬送した病院で再会した際には、「（景幸がいる病院に）来たくて来たわけじゃない」と反発しながらも、頭を下げて「友達（操）を助けてほしい」と懇願した。後にこのことから関係性を勘付いたアムに父親のことを尋ねられ、彼女にだけ幼少期からの景幸との確執を語っているが、アザルド・レガシーの襲撃で景幸のいる病院が被害を受けた際にアザルドとの戦いを優先しようとしたことを彼女に叱責され、不本意ながらも景幸の救助に赴いたところで景幸とバドから和歌子の臨終の日の急患がバドであったことが語られ、それがきっかけで結果的に自分の命も救われていたことを知り激しく動揺する。後に風切家の墓の前で不本意ながらも景幸に本音をぶつけることである程度は和解を果たす。一方で幼少期のころから真理夫を慕っており、彼がデスガリアンに拐われた時には普段の落ち着きを失うほどに取り乱す様子を見せた。
- 東映プロデューサーの宇都宮孝明は、大和の立ち位置をジューマン4人に対する「猛獣使い」と称している。企画当初はレッドもジューマンとしたり、レッドのみをジューマンとする案なども存在していた。だが、地球との繋がりを考えるために人間を一人加えることとなり、現在のように大和だけが人間という構成となった。
- メインライターの香村純子は、大和を「動物学者」という設定から冷静で客観的な視点を持った人物と捉え、前作『ニンニンジャー』の伊賀崎天晴 / アカニンジャーとの差別化の意図もあり、精神年齢の高い人物として描いた。動物学者でありながら大学へ行く描写がないのは、父のコネで学者になったため行きたくないものと想定されていた。そのため、第1話しか学者として活動する描写はなかったが、「説明の説明」をしている感じがすることから、第1話以降は入れないこととなった。品行方正な大和のキャラクターは、視聴者の母親層にも好評であったという。

ジュウオウイーグル
風切大和が変身する戦士。名乗りフレーズは「大空の王者」で、スーツカラーは以下の2形態も含めレッドである。大和から直接変身する以外にも、ジュウオウゴリラから「本能覚醒!」の掛け声とともにマスクのバイザー部分を正面に戻すことで多段階変身することも可能である。
ワシのジューマンパワーを宿しており、ワシのような空中からの攻撃やスピード戦を得意とする。専用武器としてイーグライザーを持ち、ジュウオウバスター剣モードとの二刀流を用いることもある。
野性解放モードでは翼が現れ、その翼を広げて飛行することができる。
- デザイン画では野性解放は腕全体が翼状になっていたが、撮影上の都合などから背中に翼をつけるものとなった。
- 大和役の中尾はアフレコでは、ヒーローとしての部分を大和らしさに加えたノーマルタイプで、一直線に向かっていく勢いを大切にしたという。

ジュウオウゴリラ
第5話から登場。ラリーのジューマンパワーを受け取った大和が変身できるようになった姿。上半身が筋骨隆々の体型に変化する。名乗りフレーズは「ジャングルの王者」。
パワーが強化され、肉弾戦を得意とする。仲間4人が組んだやぐらの上に乗り、5人のエネルギーを集中させて作り出した巨大な拳を叩きつける合同技も使用。マスクから鼻息ストームを放つこともできる。
ジュウオウイーグルが「本能覚醒!」の掛け声とともにマスクのバイザー部分を上部にスライドさせることで二段変身するが、イーグル同様にジュウオウチェンジャーを使い大和から直接変身することもできる。イーグル時とは異なり、野性解放は行えない。
- ジュウオウゴリラへのフォームチェンジは、イーグルがキューブゴリラを操ることが決定したことにより採用された。スーツは、『魔法戦隊マジレンジャー』のマジグリーン（マッスルグリーン）や『超光戦士シャンゼリオン』のザ・ブレイダーのようなラテックスそのままの状態ではなく、脇の下を工夫して腕の動きの自由度を上げたほか、筋肉の部分にも布を貼ることで上半身と下半身の質感を統一している。
- 大和役の中尾はアフレコでは、パワータイプで、怒る際に変身することが多いことから、力任せやワイルドな部分を大切にし、怒りの感情をむき出しにしている。
- ドラミングの際には漫画などのように拳で叩くのではなく、本物のように胸を手の平で叩いている。

ジュウオウホエール
第29話から登場。大和がホエールチェンジガンを使うことで変身した姿。名乗りフレーズは「王者の中の王者」。スーツに長い裾が付いており、唯一絵柄が背中にもある。
ホエールチェンジガンを使うことでイーグルやゴリラから変身することも可能。頭頂部から潮のようにジューマンパワーを吹き出す。
常時ホエールチェンジガンを左手に装備しており、キューブホエールおよびワイルドトウサイドデカキング搭乗時以外はホエールチェンジガンを左手から外すとジュウオウイーグルへと戻る。ゴリラ同様に野性解放は行えない。
- レッド1人で陸海空を制するという宇都宮の要望に基づき、海の生き物で人気の高いクジラがモチーフに選ばれた。クジラ自体に攻撃的なイメージがないため、裾や突き出した額などで特徴を出している。裾部分は野性大解放形態の登場を見越して、下半身に特徴を出すため設けられた。
- 大和役の中尾はアフレコでは、古代のジュウオウジャーであるケタスの力を継いでいることから、少し余裕のあるような優雅なイメージであったという。
- ジュウオウホエールのスーツアクターを務める浅井宏輔は、『獣拳戦隊ゲキレンジャー』のゲキブルーのように、流れる感じをイメージしている。名乗りのポーズは中尾と浅井の二人で考案され、優雅な感じにするとともに、『侍戦隊シンケンジャー』のスーパーシンケンピンクの雰囲気も取り入れている。
- アクション監督の福沢は、裾が衣裳についていることから、翻すような動きが映えるように相手の攻撃を受け流しながら動き回るアクションになったという。

イーグル野性大解放
シン・ジニスとの最終決戦において地球のパワーを受けたジュウオウイーグルが、「野性大解放!」の掛け声とともに強化変身した姿。
ジュウオウイーグル・ゴリラ・ホエールの力が融合しており、外見はジュウオウホエールのスーツにジュウオウイーグルのマスクと翼が備わり、さらにジュウオウゴリラ同様に上半身が筋骨隆々の体型に変化する。
- デザイン自体は最終回以前に登場が未定の状態で用意されており、クリスマス時期での登場も検討されたがストーリーが操寄りであったため延期となり、最終話監督の加藤弘之が登場を決めた。
- 大和役の中尾はアフレコでは、ジニスと対峙している際には怒りもあり、気性も荒かったことから、ゴリラ寄りになったという。

セラ
サメのジューマンである女性。ジュウオウジャーのサブリーダー的存在。身長167センチメートル。
負けず嫌いで気の強い姉御肌。自分の弱さを他人に見せたくないため、クールを装っているが、少しのことでテンパるツンデレ系女子。聴覚が鋭く、離れた場所からも音を聴くことができるがその反面、耳を塞いでいても聞きたくない音が聞こえてしまうという欠点もあり、特にレオの大声を苦手としているが、耳を何重にも塞げば聞こえなくなる。水が大好きで噴水を見るとたまらず飛び込む面もある。絵の才能がある。家族構成は両親と弟のジロに自身を含めた4人家族で、家族との絆を大切にしており、時折家族と離れてしまった今の状況を寂しがる面を見せる。自身が身に付けているペンダントには家族との立体写真を入れている。家族が揃うことはなかなかないが、毎年の両親の結婚記念日にはジロと2人でお祝いしていたとのこと。ジロが風邪を引いた際には一家に伝わる民間療法を施して手当てをしていた。
「女だから」という理由で男から手加減されることを嫌い、かつてジューランドで開催された武術大会にてレオと対戦した際に彼がそれを理由としてわざと自身に負けたことへと憤りを感じており、アミガルドの作戦でレオと戦うことになった際にそのことを告白するも、レオは最後まで自身が負けるつもりで戦ったため彼への怒りをあらわにし、「いつか絶対本気出させる」と語っている。
- ジューマン態ではロングヘアをシルエット的に盛り込む予定であったが、後述のジューマンのルールを決めてからは、わりと簡単に描けたという。

ジュウオウシャーク
セラが変身する戦士。名乗りフレーズは「荒海の王者」で、スーツカラーはブルー。
サメのジューマンパワーを発揮し、水中だけでなく地中でも活動できるほか、手から水流を放つこともできる。スピードに優れ、手刀や足刀での鋭い攻撃やスライダーキックなどの突進戦法を得意とする。また、サメのアゴのように両手で相手を掴み動きを封じることもできる。
野性解放モードでは背部に背びれが生え、地中を水中同様に泳ぐことができるようになる。また、高速回転しながら背びれで切り裂き攻撃を行うこともある。

レオ
ライオンのジューマンである男性。身長177センチメートル。
たてがみを意識したドレッドヘアーの髪型が特徴で人間態でもそのまま反映されている。肉食系で体育会系の熱血漢であり、テンションが高いお調子者で群れの中ではムードメーカーであり、常に自分が一番でいたいタイプ。短気で口が悪い一方で、弱い者たちを思いやる気持ちは強い。普段は悠然と振舞うが、周囲に対しては鈍感である。人間に対してもすぐに心を開く素直さをみせる反面、思考を巡らせることは苦手。良くも悪くも表裏のない豪快な性格であり、オモテウリャーの裏の顔を増幅させる攻撃を受けても全く性格は変わらなかった。操に対しても遠慮のない接し方をしている。声が非常に大きく、ヤバイカーの出すノイズを無理矢理掻き消すこともできるほどであるため、聴覚に優れるセラはたびたび迷惑を被っている。大和の世話になることに反発するタスクに対し、「大事なのはこれからのメシ」と発言するような現実的な面もある。全く手掛かりのない王者の資格を探すことを退屈に感じており、消極的な態度を隠さない。絵を描くのは下手だが、鳥男（バド）の絵を描いた際は真理夫に独創的だとして高評価されている。判断が速く、考えるより先に行動するため目の前のことしか見えなくなる悪い癖があり、それが原因による不注意や失敗を起こすこともたびたびあるが、物事を最後まで諦めない気持ちや「勝負に絶対はない」「駄目なら次に頑張り、それで駄目ならその次はもっと頑張る」という彼なりの哲学を持っており、弱気になる相手を叱咤激励する面もある。また、「相手を殴ると自分も痛いため、拳は傷つけるために使ってはいけず、守るために振るう」という「男の美学」を持つ。
女好きだが、女性には甘く「男は女を守ってなんぼ」というポリシーを持ち、女を力でねじ伏せることは男のすることではないと嫌っている。それを理由にセラとの戦いに本気を出さなかったことで彼女に反発されるも、「女をぶちのめすくらいなら嫌われた方がまし」「力で女を負かしてもかっこ悪いだけ」として「これが男の美学」と語っている。また、操の捜索中にクバルに拘束されていたナリアを発見した際には、「女にとどめを刺すことはできない」として彼女を解放する。なお、自身の惚れた女性の幸せを願い、「男の美学」として潔く身を引いたり、嫌がる女性に強引に迫る男性には容赦しない面もある。
- ジューマン態ではドレッドヘアーという要素が確定されていたため、最初に描かれた。
- レオを演じる南羽やスーツアクターを務める竹内は、ライオンを意識して四つん這いになっていたという。
- 宇都宮は、演じる南羽翔平のスタイルが良かったため大きいドレッドヘアーでもバランスが取れていたと評している。

ジュウオウライオン
レオが変身する戦士。名乗りフレーズは「サバンナの王者」で、スーツカラーはイエロー。
ライオンのジューマンパワーを発揮し、相手に飛びかかったり、大声で衝撃波を発生するなど、荒々しくパワフルな戦闘スタイルを得意とする。
野性解放モードでは両拳が大きくなり、その強靭な爪で敵を切り裂く。雷を帯びた斬撃を放つことも可能。
- 同じネコ科のジュウオウタイガーとの差別化として、飛びかかる際に相手の足を低い姿勢で攻撃している。また、ジュウオウライオンのスーツアクターを務める竹内康博は、新たにパルクールの動きを習得し、平らな壁のない岩場のアクションシーンでも挑戦している。

タスク
ゾウのジューマンである男性。身長178センチメートル。
お坊ちゃま育ちで、洞察力が高い知性派かつ冷静沈着の草食系男子でインドア系。確実に勝てる方法を考えてから行動する慎重派だが、確実ならば危険性が高くてもその時点で最善と判断した策に打って出る面もある。本が好きで、趣味の読書により人間の文化を学ぶ意欲を見せる。アムによると人見知りで、軽い乗りも好まず、簡単には他者を信用しようとしないため、とっつきにくくあまり人を寄せ付けない生真面目な性格だが、同時に融通のきかない面や繊細な面もある。昔からきつい物言いで相手に必要以上に厳しくあたることがあり、アムに説教をすることもしばしば。本人も自分の不器用な性格を自覚はしているがなかなか直らないことを気にしており、「不器用者同士」として操に親近感を抱かせた。家事全般においてもその手際のよさをアムに賞賛されているが、王者の資格を探すことに消極的なレオからは「めんどくさいのが来た」と敬遠されている。戦闘ではパワーを活かした攻撃を得意とするほか、長い鼻をロープのように操ることもできる。嗅覚が鋭いため、いかなる匂いも嗅ぎ分け、匂いを辿って場所を探ることもできるが、納豆のような臭いが強い物は苦手であり、また敵による香りを使った攻撃が人一倍効いてしまうため、利点でもあり弱点でもある。
人間であるにもかかわらずジュウオウイーグルに変身できたことに加え、結果的には自分たちがジューランドに帰れなくなった元凶となったことで、当初は大和に対して強い不信感を示し、自分たちの面倒をまとめて見るという彼の申し出を拒否する。大和の申し出を受け入れたレオたちをも突き放し、大和から王者の資格を取り上げて単独行動を取っていたが、後に彼の熱意に心動かされたことで彼に王者の資格を貸し与え共闘することとなり、大和や仲間たちとの共同生活も受け入れる。ジューランドに帰れなくなったことについて寂しさを抱く様子も見せ、王者の資格を探すことには積極的である。家族は最終話で父親が登場し、父親のことは「父上」と呼んでいる。
- ゾウが草食動物であることから、警戒心が強い冷静で慎重な性格となった。ジューマン態はゾウが年上の落ち着いたキャラクターになりがちなイメージだが、タスクが若いことからマスクのシワを減らしている。
- ジューマン態は、人間と同様に目が正面を向く骨格のすり合わせ方や、シワをどの程度入れれば気持ち悪くならずにリアルにできるかなどを模索したため、一番悩んだという。

ジュウオウエレファント
タスクが変身する戦士。名乗りフレーズは「森林の王者」で、スーツカラーはグリーン。
ゾウのジューマンパワーを発揮し、知性派であるが、怪力を活かしたパワフルな戦闘スタイルで、強靭な脚力で突進したり、ゾウの鼻を叩きつけるような強力なパンチを放つ。
野性解放モードでは両足が太くなり、その両足で地響きや地割れを起こす。直接キックを放つことで岩盤を砕くこともできる。
- 鼻をなるべく使うイメージで、鞭のように腕を使っている。

アム
トラ（ホワイトタイガー）のジューマンである女性。身長165センチメートル。
困っている人たちを放っておけないタイプで、流行り物に敏感で弱くかわいい物好き。いつも笑顔で明るく心優しい性格で、他のメンバーが衝突した時などには緩衝材の役目を果たすこともある。初期はマイペースで自由奔放な言動が目立ったが、その一方で立ち回りが上手くしたたかな一面や鋭い観察力も持ち合わせており、他人の心の機微を察することに長けている。基本的に厄介ごとは避けて通りたいが、結局困った人を見ると助けてしまうため、褒めることで調子が出る操や、大和の両親に対する想いをメンバーの誰よりも最初に気づいており、父との確執に悩む大和には「一度話し合うべきではないのか」と説得している。味覚が鋭く、飲み物を飲んだだけでその原材料を言い当てることができたり、怪人の潜伏先を突き止めたりしているが、料理は苦手。また、色仕掛けで敵を油断させて隙を作るといった戦法も持つ。メンバーには全員敬称をつけて呼んでいる。ジューランドに帰りたいという気持ちはあるものの、それが現実的に考えて難しいことも理解しているため、腹を括って人間界に馴染むことを前向きに考えている。家事は苦手で、人間界に早く馴染むことを口実にファッションの勉強などと言ってアトリエの雑用仕事より街での買い物を優先することもあった。ジューランドでは母子家庭で飲食店を営む母親と2人で暮らしており、母親のことは「ママ」と呼んでいる。
- 香村による初期設定では子供っぽい女子高生的なキャラクターであったが、最終的には若いOLのイメージとなった。森の中で身体の縦縞模様で紛れて擬態し、狩りを単独でするというトラの生態から連想して、本性を隠したり、人と群れないということとなった。家族構成については、片親ということになり、同じ立場である大和に何かを言わせる役割を担うものとなった。
- ジューマン態では最初に描かれたレオとネコ科繋がりから、レオの次に描かれ、ジューマンの基本路線が作られた。
- 演じる立石晴香は、セラとキャラクターのシルエットを変えるため、撮影前にショートカットにしている。立石がアクションを苦手としていたことから、攻撃されて転がる際などには、カメラのフレームの端に位置させて、すぐに消えられるような工夫がされた。ジューマン態は、立体物がデザイン画よりも少し怖い印象になっていたため、目の色を変えている。
- アムのジューマン態とジュウオウタイガーのスーツアクターを務める下園は、トラ（ホワイトタイガー）だけではなく、他のネコ科の動物も意識して取り入れている。

ジュウオウタイガー
アムが変身する戦士。名乗りフレーズは「雪原の王者」で、スーツカラーはホワイト。
トラのジューマンパワーを発揮し、しなやかでスピーディな動きで相手に飛びかかる敏捷さを活かした戦いを得意とする。武器の扱いにも長けている。口の部分を動かし敵に噛み付くことも可能で、同時にアム本来の味覚も活用できる。
野性解放モードではジュウオウライオンと同様に両拳が大きくなり、その強靭な爪で敵を切り裂く。スモードロン戦では、回転しながら放つ斬撃で相手を吹き飛ばす白虎大回転を放った。
- 柴﨑や香村は、スーツアクターを務めた下園愛弓の演技に色気があったため、より大人っぽいキャラクターになったと述べている。
- 同じネコ科のジュウオウライオンとの差別化として、飛び掛かる際に相手の上半身によじ登って食いついている。
- 『獣電戦隊キョウリュウジャー』で下園が演じたキョウリュウバイオレットは女性の標準サイズでスーツが作られたが、本作品では下園のサイズに合わせてスーツが作られたという。女性らしくて計算高いアムの性格のため、分かりやすくかわいい元気っ子ではなく、立石が色気のあるオーラが出ていることから、少しセクシーな雰囲気に持っていったという。同じネコ科モチーフのジュウオウライオンとの差別化を意識して、地を這うように食いつくのに対して、アクロバティックに動いている。

門藤 操（）
第16話から登場。ナリアにより捕獲され、ジニスの手でザワールドに変身させられた人間の男性。年齢は23歳、身長180センチメートル、血液型はA型。
自身と同じく捕獲された3人のジューマンである犀男、鰐男、狼男のジューマンパワーをジニスにより強引に体内へと注入され、ブラッドゲームの対ジュウオウジャー用エクストラプレイヤーザワールドにされた。ナリアいわく、「捕獲した3匹のジューマンと人間を融合させて生み出された新たな生物」。大和たちの仲間になったことで自らの名を「ジュウオウザワールド」と改めた。
洗脳されエクストラプレイヤーとして活動していたころは、トランパスとの戦いで初めて乱入して自ら「レベルが違う」と豪語するその実力でジュウオウジャーを圧倒し、ワイルドジュウオウキングとの戦いにおいてもトウサイジュウオーで勝利し、強い恐怖心を刻んだ。2度目の戦闘では恐怖をある程度乗り越えたジュウオウジャーの巧みな作戦で山奥へと連れて行かれてジュウオウイーグルとの1対1の勝負へと持ち込まれる。ジュウオウイーグルおよびジュウオウゴリラを再び圧倒し変身解除に追い込むが、突如苦しみ出して強制的に変身が解除された。一度はナリアにより回収されて撤退するが、自身と戦いたくないことを訴える大和を容赦なく攻撃するも、巨大化したボウリンゲンの応援にトウサイジュウオーで出撃した際にジュウオウイーグルによりコクピットから無理矢理引きずり降ろされ、ジュウオウジャーの捨て身の訴えにより心を動かされたことで自ら洗脳を解いて人間の心を取り戻し、デスガリアンと決別する。
幼少時代は体が弱く家に閉じこもりがちだったため、人付き合いが苦手で自己肯定感も低く、友人を欲しながらも自分の壁に閉じこもる面を持ち、また「俺に○○する資格はない」「だがしかし」が口癖の卑屈で思い込みが激しい面倒な性格で、ジニスにも「実にいやらしい卑屈な目」と言われている。人の指摘や些細なことですぐにドン底まで落ち込むが、素直な性格なのでフォローされれば立ち直るのも非常に早い。その性格からたとえ戦闘中でも落ち込んでしまったり、デスガリアンが出現して戦いが始まっても直前の精神的ダメージから立ち直れなかったりする弱点を持つ。一方で思い込みが激しいために持ち上げられると調子に乗りその際は建物をジュウオウザガンロッド1本で持ち上げる驚異的な力や、不敵な言動を見せることもある。このように陰と陽の部分が繊細に入り組んだ、ジュウオウジャーの中でも際立って個性的な性格であり、ナレーションにすら呆れた口調で「面倒くさい性格」と呼ばれている。釣りを趣味と特技にしている他、不器用な性格の一方でセラたち4人の精巧なジューマン態のぬいぐるみや手土産のゼリーを手作りするなど手先は器用。最初に信頼関係を築けた大和からは親しみを込めて「みっちゃん」と呼ばれている。また、犀男たちの助言によってタスクのことを自分と同類だと思っており、なにかと世話を焼き仲良くなろうとしている。前述の経緯を経てようやく仲間を得られたため、行動は空回りすることもあるが、仲間の役に立ちたいという思いが強い。犀男のジューマンパワーを得たことでサイの肌のように手の触覚が敏感になり、爆発物に触ると悪寒が走るようになった。
デスガリアンと決別した後、しばらくは不可抗力とはいえ3人のジューマンの命を奪った罪の重さに苛まれており、当初はセラたち4人のジューマン態を見て非常に怯えていた。その後犀男の幻影の意見を採用して迷いを吹っ切り、罪を背負いつつデスガリアンと戦う覚悟を決めた。
クバルがバングレイの右腕を使ってナリアの記録から生み出した偽者のジニスと遭遇した際には、かつてデスガリアンに捕らわれていた時の恐怖に襲われながらも変身して応戦するが、一撃も当てられずに攻撃され重傷を負う。その後、無人の洋館に囚われていたところを大和たちに救出されるも、その操はクバルが生み出した偽者であり、シン・ジニスの攻撃を受けて消滅した。本物の操は負傷したまま川辺で拘束されていたが、大和たちに発見された後、天宮総合病院に搬送されて一命を取り留める。その翌日、病室で意識を取り戻した後、コンティニューメダルで巨大化しパワーアップしたクバルに大和たちが追い詰められる場面を目撃し救援に駆けつけようとするが、ジニスと対面した時の恐怖に苛まれ苦悩する。それでも「デスガリアンに怯えていた昔の自分から生まれ変わりたい」と自らを奮い立たせ、さらに犀男たちの言葉を受けて恐怖を克服し、戦線に復帰した。
- メインライターの香村純子は、操の性格は演じる國島直希に合わせて暗めの性格になったと述べている。また『百獣戦隊ガオレンジャー』のガオシルバーとの差別化も意識したとしている。サブライターの荒川稔久は、ネガティブを否定しているわけではないところに香村らしさを感じると評している。香村は、操のキャラクターは書きやすかったといい、他の脚本家からも使いやすいと言われていたと述べている。
- ジュウオウジャー側となった操を初めて撮影した劇場版では、監督の柴﨑貴行はクールなキャラクターと想定していたが、演じる國島は『電車男』のようなヒステリックなキャラクターと捉え、両者の方向性をすり合わせながらキャラクター性が作られていった。
- 柴﨑による当初の想定では、釣り好きという設定から山歩きに向いたハーフパンツにカラータイツという衣装であったが、國島が足が長く細身であったため様にならず、ズボンスタイルに改められた。國島が痩せていたのは、操は囚えられて痩せているという想定での役作りであった。

ジュウオウザワールド
第20話から登場。門藤操が変身する戦士。名乗りフレーズは「世界の王者」。決めゼリフは「お前の世界はここで終わりだ!」。スーツカラーはブラック・ゴールド・シルバー。
マスクはカバーの可動によって3形態へと変形し能力が変化するが、ジュウオウイーグルとジュウオウゴリラの変身とは異なりスーツや体格などは変化しない。
- 2形態を持つジュウオウイーグル/ジュウオウゴリラよりも強く見せるため、3形態を持つものとなった。スーツカラーは従来の追加戦士に多く用いられたものが盛り込まれた。

ライノスフォーム
サイの力を発揮する基本形態。パワーとスピードのバランスに優れている。主にジュウオウザガンロッド フィッシングモードを用いる。頭部の角を活かした突進攻撃も強力である。
「野性大解放」の掛け声で両肩にサイの角、右腕にワニの尻尾が装備され、左手は肥大化してオオカミの爪が生える。必殺技は勢いよく突進して肩の角で敵を跳ね飛ばすワールドザクラッシュ。
ウルフフォーム
オオカミの力を発揮する形態。ライノスフォーム状態から額部にある黒のカバーが頭頂部にスライドすることで完了する。スピードに長けている。主にジュウオウザガンロッド ガンモードを使用し、射撃戦を行う。
クロコダイルフォーム
ワニの力を発揮する形態。ウルフフォーム状態から口部にある金色のカバーが額部にスライドすることで完了する。パワーが高い。主にジュウオウザガンロッド ロッドモードを使用し、棒術や投擲で攻撃する。

### 大和の家族
森 真理夫（）
大和の母方の叔父で和歌子の弟にあたる、動物専門の彫刻家を営む人間の男性。
「芸術家にとっては自分の信じたことが真実」という理念を持ち、仕事が昂じて自身も創作時にはよく動物のコスプレや動物の仕草をしてなりきるほか、動物の鳴き声の真似も上手であり、ジューマンたちも本物の動物の鳴き声と勘違いしたほど。料理などの家事をこなし、自動車も運転できるほか、相撲の実力も「昔はそこそこ強かった」とのこと。
大和を自身のアトリエかつ自宅のツリーハウスアトリエ・モリに下宿させており、彼に「おじさん特製ホットミルク」を作り飲ませたり、幼少期の大和を自宅に泊めた際には彼に動物の話をしている。しかし、大和が再会した景幸を罵倒した際には彼に「そういうところはお前も子供のころから変わってない」と指摘し、「そろそろちゃんと話す時かもしれない、人は変わらないところもあれば変わるところもある」と語った。また、セラたちについても初対面時に強い興味を抱き、「お近づきになりたい」という理由から彼らの居候を快諾した。大和の良き理解者であり、彼に「さみしい時はいつだってそばにいてくれた、一番尊敬してる大切な家族」として慕われているほか、レオたちにも感謝の意を表されており、セラからは「あんなに優しい人はジューランドでもなかなかいない」と評されている。
セラたち4人については大和から「野生動物を研究する仲間」と聞かされており、同時に彼らの正体がジューマンであることや大和と彼らがジュウオウジャーとしてデスガリアンと戦っていることも秘密にされていた。デスガリアンに拐われて同じく誘拐された人々と共に殺されそうになった際には命乞いをして暴行を受けた青年を介抱し、「ゲームのために人を殺す」「遊びで命を弄ぶ」という理不尽な行為に怒りをあらわにしてナリアに真っ向から反抗したうえ、「この星の下等生物ごとき」と見下す彼女に「生き物に下等も上等もない」と反論したうえで「この星を…なめるなよ」と言い放つ。激昂したナリアに殺されそうになったところをジュウオウイーグルに救われ、彼のことを「人々を守る赤い鷲」「彼こそが真実の鷲かもしれない」と大和たちの前で語っている。さらにクリスマスにアーティスト仲間からの誘いで急遽カナダへ向かうことになるも、空港へ向かう途中でアザルドやガッカリゼと交戦する大和たちを目撃し、そこでセラたち4人が人間ではないことやジュウオウイーグルの正体が大和であるという真実を知る。カナダからの帰国後、自身の顔をデザインしたスーツカラーがピンクの「人類の王者」ことジュウオウヒューマンの自作のコスチュームに身を包み大和たちとともに闘う意思を表明するが、大和たちから闘うことは止められつつも全ての事情を明かされたことで、改めて彼らの「日常を守る」ことを決意する。その後はタスクに料理法を教わり彼らにジューランドの定番料理である「ジャングルライス」を振る舞ったり、デスガリアンとの戦いに向かう彼らを応援するようになる。
大和たちに対するふとした発言や言動などがジュウオウジャーの窮地を救うきっかけになることもあり、トランパスとの最初の戦いにおいてはカードのマークを書き換えることを大和に提案し、結果的にジュウオウジャーやブラッドゲームに巻き込まれた人々を救っている。
- 動物彫刻家という設定は、大和との対比もあるほか、レギュラーセットとなる家を建てる際に、子供たちが見て喜ぶ基地のようにするために、動物彫刻家にすることで色々な動物のアイテムが置けるものとなった。

風切 和歌子（）
第24話から登場。大和の母で、真理夫の姉にあたる人間の女性。
大和が幼少期のころに病死しており作中では既に故人である。生前の職業は獣医師であった模様だが、長期に渡り入院生活をしていたとのこと。平成13年没、享年38歳、戒名は「優雲和徳信女」。享年の姿でも、操が大和の恋人と勘違いするほどの若々しい美貌の持ち主である。
亡くなる直前に「この星の生き物は全て繁がっている」と大和に語った。大和の記憶を読み取ったバングレイにより実体化させられて成長した大和と交流し、バングレイの攻撃を受けて消滅するも、大和に自身が彼女を覚えている限りずっと繋がっていることを気付かせることとなった。

風切 景幸（）
第42話から登場。大和の父で、真理夫の義理の兄にあたる人間の男性。
天宮総合病院に勤務する医師であり、大和によると昔から仕事一筋であったとのことで、ほとんど話したこともなかったという。
大和がクバルに捕らわれ重傷を負った操を運んだ病院で再会する。大和の幼少時代にバドを助けたために和歌子の臨終に立ち会えず、急患が入ったと説明するも大和には受け入れてもらえずにそれ以来確執がある。再会した大和には「全然変わってない、怖さも心細さも大切な人を心配する気持ちもわからない」と言われている。しかし、大和から話を聞かされたアムは、自分のことで周囲が目に入らなくなる点を、「似ているのではないか」と推測しており、本人も息子と似た者同士であることを認めている。バドからは「命の恩人」として慕われており、彼が大和を助ける理由となっている。
- 大和の父が医師という設定は企画当初から決まっており、途中放送時期の重なる『仮面ライダーエグゼイド』のモチーフと同じであるため変更も検討されたが、他に適当な設定が挙がらなかったため当初の予定通りのままとなった。ただし当初は勤務医ではなく、大和の大学にコネを持つ上位の役職と想定されており、宇都宮はバドを助ける都合上、医者にせざるを得なかったとも述べている。

### ジューマン
#設定・用語も参照。
バド
鷲のジューマンである男性。
当初は名前が判明しておらず、大和と出会った際に彼から鳥男（）という仮称を付けられる。その後もジュウオウジャーからはこの名で呼ばれていたが、第26話でのラリーとの会話で本名が判明した。茶色いバンダナとゴーグルを着用しており、飛行能力とイーグライザーを使用する。故郷であるジューランドに嫌悪感を抱き、過去にリンクキューブから王者の資格の1つを持ち去り、人間界とジューランドの「繋がり」を断った張本人。その後、自らは人間界に渡って幼少期の大和に出会い、彼を助けて王者の資格と自身のジューマンパワーの大半を与えた。デスガリアンの襲撃でリンクキューブが破壊された際に外れた王者の資格の1つを再び持ち去っており、それ以降はセラたちと同様に少し黒が入った銀髪の人間態を獲得している。ジューマン態のセラたち4人を圧倒し、さらにジュウオウジャーに変身した彼らとも互角以上に渡り合う戦闘力を持つが、野性解放した彼らには圧倒されていた。
大和には出会ったころから温かい態度を向けており、彼の窮地には何度も身を挺して助け、その際には「もう大丈夫だ」という優しい言葉をかけている。反面セラたち4人のジューマンには、彼らがジューランドに帰れない状況にあることを知りながらも「あんな世界との繋がりは切れてしまえばいい」と言い放つなど、ジューランド同様冷たい態度を向け続けていたが、最終的に和解した。ラリーとはジューランドにいたころの知り合い。
サグイルブラザーズの勢力で窮地に追い込まれた大和を救うために助太刀に入り、所持していた最後の王者の資格が変化したジュウオウチェンジャーファイナルを使ってジュウオウバードへと変身を遂げた。その後、大和に自らの名前を名乗ってからは彼から「さん」付けで呼ばれている。また、20年前はリンクキューブの番人をしており、その仕事中にジューランドに迷い込んだ人間の少年を匿うも、ジューランドの存在が人間界に知れ渡ることを恐れたジューマンたちによってその少年が投獄される。バドは少年の釈放を訴えるも聞き入れてもらえず、さらに監視の目を掻い潜って逃走を図った少年が転落事故で死亡したことに責任を感じ、王者の資格を盗み出し人間界へと逃亡したことを大和に明かす。この件が地球とジューランドの繋がりを絶とうとする考えに至っており、大和以外のジュウオウジャーもラリーを通してこの経緯を知ることになった。ジュウオウイーグルと共闘してサグイルブラザーズとの空中戦を繰り広げ、ジュウオウジャーがサグイルブラザーズを撃破した後に行方を眩ますも、大和について「段々あの人に似てきた」と語る。人間界ではシマウマ、カモノハシ、ヒョウ、フクロウの4体のジュウオウキューブウエポンを回収しているが、アザルドと一戦交えた際にアザルドの再生能力により誤って取り込まれた。後にそれらはジュウオウジャーと共闘した際にアザルドから取り戻している。また15年前、人間たちに見つかり襲撃されて重傷を負い絶望していたところを通りかかった景幸に救われたことを大和に明かし、それ以来彼のことを「命の恩人」として慕っており彼の息子である大和のことも見守っていたと語った。大和に与えて残り少なくなったジューマンパワーを、地球の力で補っているため、シン・ジニスとの戦いの時点で次に変身すれば命がない状況になっており、ラリーの助言によりこれ以上の変身を断念した。
デスガリアン壊滅後は景幸と別れ、再び放浪の旅に出る。『帰ってきた』では旅の間にパワーを蓄え、再び変身できるまでに回復している。
- 前述のように人間が大和だけになった際に、変身するために必要なジューマンパワーを与える存在として必然的に生まれたキャラクターであるという。
- バド役の村上幸平は、先の展開が決定していなかったこともあり、登場当初は敵か味方かわからないキャラクターとして演じていた。村上自身は、バドが大和の父親ではないかと予想していた。メインライターの香村は、バドが大和または大和の父を守って死ぬという展開も想定していたが、ジュウオウバードに変身することが決まったため、時々助けに現れることに決めたと述べている。

- ゴーグルはジューマン態ではピカピカした新品のゴーグルだが、人間態ではゴーグルばかりに目が行くため、汚しを少し入れて、いくらか古びた色合いにしている。

ジュウオウバード
第37話から登場。バドがジュウオウチェンジャーファイナルを使い変身した姿。名乗りフレーズは「天空の王者」。スーツカラーがオレンジで、かつ胸に描かれている鷲が黒ではなく紺色、そしてブーツと手袋の黒の部分が金色に置き換わっている点を除けば、ジュウオウイーグルとほぼ同様の外見を持つ。
減少しているバド自身のジューマンパワーを地球の力で補っており、変身回数が限られている。変身前と同様、イーグライザーを使用する。野性解放もイーグルとほぼ同様であるが、全身から炎を吹き出して飛行することができる。
- バド役の村上は、バドが変身することは台本をもらうまで正式に知らされておらず、ジュウオウバードの存在は玩具発売情報で初めて知ったという。名乗りは村上本人が考案したものである。
- 配色はバドの体色に合わせてオレンジとなった。名乗りフレーズは元々ジュウオウイーグル用に考えられていたものであったが、同時期に放送していた『仮面ライダーゴースト』の主人公が天空寺タケルであったことから見送られ、『ゴースト』以降に登場するジュウオウバードに転用された。

ラリー
第4話から登場。ゴリラのジューマンである男性。一人称は「ミー」。
レオからは呼び捨てまたは「おっさん」と呼ばれ、彼を除くジュウオウジャーとバドからは「さん」付けで呼ばれている。陽気で明るい性格をしており、英語とスペイン語混じりな口調が特徴。学者であり、人間を調べるためにセラたちよりも前に人間界を訪れるも、セラたちと同様の理由でジューランドに帰ることができず、しばらくは人間界で生きて行こうと決心する。その世界に馴染むために研究対象の人間と仲良くしたいという想いで接触するも、ジューマンであるゆえに怖がられて拒絶され、さらにその場に居合わせた警官に銃撃され負傷した経緯から人間に絶望し森の中で密かに暮らしていた。
上記の理由から人間不信となり、出会った当初は人間である大和のことを拒絶していたが、大和がアザルドと果敢に戦って重傷を負ったことで、彼に自らのジューマンパワーの一部を注ぎ、ジュウオウゴリラに変身する力を分け与える。その後に姿を眩ますも、ガブリオに食べられ破壊されたビルの下敷きになりかけた少女を助けた際にジュウオウジャーと再会するが、大和にジューマンパワーを分け与えた影響で寿命が減り外見も白髪が目立つなど急激に老化しており、それを知って戦うことを戸惑うようになった大和に、彼のおかげで自身が再び人間を信じられるようになったこと、また自身の分け与えたジューマンパワーはそのプレゼント交換であることを伝えた。ガブリオとの戦いの後は再び人間の社会を見るための旅に出た。バドとはジューランドにいたころの知り合い。ジュウオウジャーと初対面した時点では、彼らにとっての鳥男が誰なのかが分からないままであったが、後にバドであると確信した。後にキューブオクトパスを発見してジュウオウジャーにそれを伝え、操とも対面。また、大和以外のジュウオウジャーに、バドがジューランドと人間界の「繋がり」を絶った理由を話す。
人間世界とジューランドが融合した後は人間とジューマンが仲良く共存できるようにするため、操を助手に尽力し、大学で地球の歴史を教えている。
- デザインは、ゴリラそのままでは人間に近いため、骨格はチンパンジーをベースにしている。

犀男（）、鰐男（）、狼男（）
第16話から登場。操と共にデスガリアンに捕らわれ、吊るされていた3人のジューマンである男性たち。本名と人間界に来た理由はいずれも不明。
ジニスの持つ謎のキューブの力で強制的にジューマンパワーを奪い取られ、その力を同様に捕らわれていた操をザワールドに変身させるために利用された。デスガリアンへの反旗を翻した操の前に、彼が妄想した幻影として現れ恨み言などを語るが、最終的に犀男の助言により、操がジュウオウジャーと共に戦うきっかけを与えた。その生死についての詳細は不明だが、その後も彼の妄想の中に登場しては自分たちの意見を述べている。ジニスに対するトラウマに苦しみながらも立ち上がろうとする操を3人で諭し、戦線復帰するきっかけを作り、シン・ジニスとの戦いが終わった後はラリーの手伝いをする操の前に幻影として現れている。
- 宇都宮は、脳内の3人は操自身であり、操の中の方向性の異なる部分が話をしているものと想定している。脳内会議は視覚的にグズグズと考え込む様子を表現するためのもので、第16話でジューマン3人がジニスの前で吊るされているシーンを見せるために作った犀男たちのスーツを活用する意図もあったという。

ケタス
第28話に登場。過去に初代ジュウオウホエールとして戦ったクジラのジューマンである男性。
ジューランドの根幹を建国した人物であり、最初の大王。物腰は柔らかいがお調子者でもあり、大王者の資格から映し出されたホログラムでは、自身を「その怪物に一人で立ち向かう勇敢な若者…私です」と過去の自分を自画自賛するように説明している。また、大王者の資格を核としたリンクキューブおよび王者の資格を開発した人物でもあり、子孫となるジューマンへ向けてのメッセージを大王者の資格にホログラムとして残していた。後に彼が地球のパワーで封印した怪物が、アザルド・レガシーであることが判明する。

亀男（）
第38話に登場。亀のジューマンである老人男性。20年前、ジューランドの秘密を守るためにジューランドに迷い込んだ少年を投獄した。

### 他作品からの登場キャラクター
天空寺タケル、ユルセン
登場作品 - 『仮面ライダーゴースト』
第7話に登場。シオマネキングを追っていた際にタスクとアムを除く3人と共闘し、その後『ゴースト』第24話で大和とは再度共闘している。

シオマネキング
登場作品 - 仮面ライダーシリーズ
第7話に登場。大和たちを改造人間の素体にしようと襲ってくるが、ゴーストに阻まれゴーストとジュウオウゴリラによって1度は倒されるも、ジニスの指示で現れたナリアに口にコンティニューメダルをねじ込まれ巨大化。ジュウオウワイルドと交戦し再度倒される。

海賊戦隊ゴーカイジャー
登場作品 - 『海賊戦隊ゴーカイジャー』
第28・29話に登場。性格は同作品のテレビシリーズからまったく変わっていない。
キャプテン・マーベラス / ゴーカイレッド
本編のほか、番組冒頭にも登場。本作品ではリンクキューブを探しに地球に戻ってきており、大王者の資格をめぐってジュウオウジャーと衝突する。『ゴーカイジャー』以降に登場した『特命戦隊ゴーバスターズ』に登場するレッドバスターにも変身しており、ゴーカイレッドをも含めた4種類以上のレッドに変身する様を見た操が戦闘中にもかかわらず落ち込む一幕もあった。大王者の資格を奪った後、レッドホークを駆使してジュウオウイーグルと空中戦を繰り広げるも、その行動から彼に「悪人ではない」と見抜かれ、大和たちの熱意を認めて大王者の資格を託す。
ナビィ
本作品でもマーベラスに投げられるなどの乱暴な扱いをされている。第28話の冒頭では操に森の中を飛んでいるところを目撃されている。最後はマーベラスたちに忘れられてアトリエ・モリに置いてきぼりにされたうえに真理夫に見つかり、「オイラの運命の行く末はスーパー戦隊3,000回SPで!」と述べていた。
伊狩 鎧 / ゴーカイシルバー
本作品では金髪で登場。第28話ではゴーバスターズ以降の戦隊を含めてもう一度全てのレンジャーキーを借りるために奔走しており、マーベラスがジュウオウジャーと出会ったころはちょうど子供の姿に戻っているトッキュウジャーの初期メンバー5人に土下座して頼み込み許可をもらっている最中だったが、持っていた宝箱のレッドホークキーが消えたのを見てマーベラスが豪快チェンジをしたことに気付いた。その後、ジューマンのみのジュウオウジャーとマーベラスを除くゴーカイジャー4人の戦いと自身と戦おうとしたジュウオウザワールドを制止し、自分たちが地球を守った「スーパー戦隊」の先輩であることを語った。初期メンバーと異なり、『ゴーカイジャー』以降の戦隊には変身していない。
ジョー・ギブケン / ゴーカイブルー
劇中では『ゴーカイジャー』以降の戦隊である『手裏剣戦隊ニンニンジャー』のアオニンジャーにも変身した。
ルカ・ミルフィ / ゴーカイイエロー
劇中では長髪で登場。『ゴーカイジャー』以降の戦隊である『特命戦隊ゴーバスターズ』のイエローバスターにも変身した。
ドン・ドッゴイヤー（ハカセ） / ゴーカイグリーン
劇中では『ゴーカイジャー』以降の戦隊である『烈車戦隊トッキュウジャー』のトッキュウ4号（グリーン）にも変身した。
アイム・ド・ファミーユ / ゴーカイピンク
劇中では『ゴーカイジャー』以降の戦隊である『獣電戦隊キョウリュウジャー』のキョウリュウピンクにも変身した。

マーベラスの記憶から実体化した歴代スーパー戦隊の悪役たち
第29話に登場。バングレイがマーベラスの記憶から実体化させた歴代スーパー戦隊の悪役たち。
一度は大和とマーベラスを退けたが、後に合流したジュウオウジャーとゴーカイジャーの共闘により敗れる。
血祭ドウコク
登場作品 - 『侍戦隊シンケンジャー』
救星主のブラジラ
登場作品 - 『天装戦隊ゴセイジャー』
エンター・ユナイト、エスケイプ・エボルブ
登場作品 - 『特命戦隊ゴーバスターズ』
蝶絶神デーボス
登場作品 - 『獣電戦隊キョウリュウジャー』
闇の皇帝ゼット・真
登場作品 - 『烈車戦隊トッキュウジャー』

## ジュウオウジャーの戦力

### 共通装備
ジュウオウスーツ
ジュウオウジャーが装着するジューマンパワーが実体化したスーツ。動物の本能を引き出すことができ、野性解放によってそれぞれの動物の特性を強調した形状に変化する。
- デザインは、新素材を導入して胸にモチーフの動物の絵をプリントしている。これは前作『手裏剣戦隊ニンニンジャー』でスーツのタスキ部分がプリント生地になっており、汎用性が高かったことから採用されたものである。スーツ全体の色もプリントにより着色されている。一方で、マスクのデザインは従来の動物モチーフの戦隊よりも抽象的なものとなっている。

### 初期メンバーの装備
ジュウオウチェンジャー
王者の資格が変化した変身キューブ。ジュウオウジャーへの変身およびジュウオウキューブの召喚や巨大ロボットへの合体時に用いられる。
上部が回転する仕組みになっており、その中の一種類は電話の受話器のマークが描かれている。内部の操作パネルには上部に赤（変身）・黄（召喚）・青（合体）の3つのボタンと1から9までの番号のボタンがあり、1から6にはジュウオウイーグルからシャーク・ライオン・エレファント・タイガー・ゴリラが順に割り当てられている。側面にはワシ・サメ・ライオン・ゾウ・トラの絵が描かれた赤い面、立方体の絵が描かれた黄色い面、ジュウオウキングの頭部が描かれた青い面の絵柄がある。
上部を回転させず操作パネルを開いた状態で携帯電話のように通信に用いることもできる。ジュウオウキューブに搭乗する際には操縦席正面のキューブコントローラーにある窪みに挿入する。
「王者の資格」の説明については#設定・用語を参照。
チェンジ
ジュウオウジャーへの変身に使用。ジュウオウチェンジャーを開いて上部の中央にある赤いボタンを押した後、1から6のいずれかを押すと「○○（対応する動物名）!」と音声が鳴り、ジュウオウチェンジャーを一旦閉じてから「本能覚醒!」の掛け声と共に赤い面の絵柄を揃えると「アーアーアアアーッ!」という雄叫びが上がり、再び開き掲げることで変身が完了する。
セラたちやラリー曰く、本来ならジューマンしか変身できないが、人間でありながらジューマンから力をもらっている大和は例外である。
召喚
ジュウオウキューブの召喚に使用。ジュウオウチェンジャーを開いて上部の左側にある黄色いボタンを押した後、1から6のいずれかを押し、ジュウオウチェンジャーを一旦閉じて黄色い面の絵柄を揃えると「ジュウオウキューブー!」という音声と共にそれぞれ押した番号に応じたジュウオウキューブが出現する。1度召喚したキューブは以降ジュウオウチェンジャーと同じサイズに縮小し、戦闘時にのみ巨大化する。
合体
ジュウオウキューブの合体に使用。
ジュウオウキングまたはジュウオウワイルドへの合体の場合は、ジュウオウチェンジャーを開いて上部の右側にある青いボタンを押した後、1から6のいずれか3つのボタンを押すと押された順に「○○、○○、○○（いずれも対応する動物名）!」と音声が鳴り、ジュウオウチェンジャーを一旦閉じて青い面の絵柄を揃えると音声が鳴ったジュウオウキューブが積み重なって巨大ロボが完成する。
ワイルドジュウオウキングへの合体の場合は、ジュウオウチェンジャーを開いて上部の右側にある青いボタンを押した後、1から6の6つのボタンを押すと押された順に鳴る「イーグル、シャーク、ライオン、エレファント、タイガー、ゴリラ!」の音声に続けて「キリン、モグラ!」という音声が鳴り、ジュウオウチェンジャーを一旦閉じて青い面の絵柄を揃えると全てのジュウオウキューブとジュウオウキューブウエポンが合体して巨大ロボが完成する。

ジュウオウバスター
初期メンバー5人が使用する武器。変身前でも使用可能。上部には赤と青のキューブが存在し、赤いキューブを前に出すと剣モード、青いキューブを前に出すと銃モードに変形する。赤いキューブの側面にはワシとサメとライオンの絵、青いキューブの側面にはゾウとトラの絵が描かれている。
剣モードでは周囲の状況をスキャニングすることで敵に対して最も効果的な太刀筋を計測し、銃モードではターゲットを3Dスキャンで捕捉し、ジューマンパワーを発射する。
剣モードでの必殺技は5人一斉にジャンプし、上空から獣の爪のようなエネルギーを纏って斬撃を放つジュウオウスラッシュ、銃モードでの必殺技は5人一斉に自身のカラーリングの弾丸を発射するジュウオウシュート。どちらもジューマン4人だけで放ったり、ジュウオウイーグルの代わりにジュウオウザワールドが加わるバージョンもある。また、第47話では、ジューマン4人のジュウオウシュートをジュウオウザワールド クロコダイルフォームがジュウオウザガンロッドのロッドモードで拡散させる技も見せている。
- 撮影用プロップはキューブ部分にストッパーがなく、アクション監督の福沢博文は取り回しが難しかったと述べている。

イーグライザー
ジュウオウイーグルおよびジュウオウゴリラ専用の剣。刃先は伸縮自在で鞭のようにしならせることも可能ないわゆる蛇腹剣の形状をしている。ジュウオウゴリラはその柔軟性を利用し、ターザンロープのように使用している。また、バド（鳥男）も同じものを所持している。
必殺技は刀身を敵に巻きつけ、勢いよく切り払うライザースピニングスラッシュ。
- ギミックは、ガリアンソードのような武器をやりたという東映プロデューサーの宇都宮孝明の要望により取り入れられた。伸縮させるシーンでは柄のみのプロップを使用し、刃の部分はCGを合成している。ただし、CGだけでは頼っていられないため、寄りのシーンでは相手に実際に巻き付く長いものを使用している。
- アクション用の中くらいの長さのもの、長いもの、合成撮影用の3種類のプロップが用意された。

### ジュウオウザワールドの装備
ジュウオウザライト
ジュウオウザワールドの変身・フォームチェンジやキューブの召喚および合体の際に使用する変身ライト。後部にスイッチがついており、押した回数により発動する効果が異なる。持ち手の先には側面にサイ・ワニ・オオカミの顔とその3匹が一緒に描かれているキューブがあり、投影部分の側面には3匹の頭部がついている。
ライトから光の剣を形成することも可能。ジュウオウキューブに搭乗する際には操縦席の左側に差し込んでシフトレバーのように使用する。
ジュウオウチェンジャーのように通信機能は備わっていないため、大和たちと連絡を取り合う際は普通のスマートフォンを使用している。ライトとしては6,000ルーメンの輝度を持つ。
第45話にて、アザルド（アザルド・レガシー）の体を構成するキューブは、かつて遥か昔の時代でケタスが大王者の資格・ホエールチェンジガンに発揮して地球のパワーを結晶化したものであることが明らかとなり、現在時代にてジニスが作り出したことが判明した。
- デザインは、「サファリの戦士」というイメージからナイトサファリを連想し懐中電灯がモチーフとなった。

変身・フォームチェンジ
後部のテールスイッチを押すと「ザワールド!」と音声が鳴り、「本能覚醒!」の掛け声と共に中央のキューブをサイ・ワニ・オオカミのいずれかの面に合わせてから再度スイッチを押すと「ウォーウォー!○○!」と音声が鳴り、対応したジュウオウザワールドへの変身およびフォームチェンジが完了する。
召喚
後部のスイッチを2回押すと「ジャンボ!」と音声が鳴り、サイの顔が描かれた面に合わせてから再度スイッチを押すと「キューブライノース!」と音声が鳴り、他の2体を搭載したキューブライノスが現れる。
ザワールドの時は毎回召喚していたが、ジュウオウザワールドとして覚醒後に1度召喚した後は他のジュウオウキューブと同様に縮小し、戦闘時にのみ巨大化するようになった。
合体
後部のスイッチを3回押すと「ライノス!クロコダイル!ウルフ!」と音声が鳴り、3匹が描かれた面に合わせると「ウォーウォー!ウォウウォー!」と音声が鳴り、3体のジュウオウキューブが変形・合体してトウサイジュウオーが完成する。
ワイルドトウサイキングへの合体の際は、後部のスイッチを3回押すと「イーグル!シャーク!ライオン!エレファント!タイガー!ゴリラ!クロコダイル!ウルフ!ライノス!キリン!モグラ!クマ!コウモリ!」と音声が鳴り、3匹の顔が描かれた面に合わせると「ウォーウォー!ウォウウォー!」と音声が鳴り、13体のジュウオウキューブが変形・合体してワイルドトウサイキングが完成する。

ジュウオウザガンロッド
釣り竿型の武器。各フォームによって形態を変化させ、ライノスフォーム時にはフィッシングモード、クロコダイルフォーム時にはロッドモード、ウルフフォーム時はガンモードを使用する。フィッシングモードではジューマンパワーで形成した釣り糸ライノスラインで相手の動きを封じたり、武器などを絡め取るなどして戦う。ガンモードではリールを回すことでエネルギー弾を連射することもできる。
ロッドモードでの必殺技はリールを回してエネルギーを溜め、地面に叩き付けてキューブクロコダイル型のエネルギー弾を飛ばすジュウオウザフィニッシュ。ガンモードでの必殺技はリールを回してエネルギーを溜め、キューブウルフ型のエネルギー弾を放つジュウオウザバースト。
- デザインは、映画『リバー・ランズ・スルー・イット』のようなアクションをやりたいという宇都宮からの要望により釣り竿がモチーフとなった。キューブ部分のディテールは、檻をイメージしている。

### ジュウオウホエールの装備
ホエールチェンジガン
大王者の資格が変化したキューブ型変身銃。武器として使用するほか、ジュウオウホエールへの変身やキューブホエールの召喚・ドデカイオーへの変形などの際にも使用可能。キューブモードから上部についているレバーを引きガンモードに変形する。
必殺技は、ガンモードで底面のレバーを3回ポンプアップしエネルギーをためて発射するジュウオウファイナル。その破壊力は強大だが発射時の反動も大きい。初使用時は月を回って帰ってきた光線は強敵も纏めて消滅させた。第35話以降は仲間たちの補助を受けた状態から発射するようになる。また、ジュウオウホエール以外でも使用でき、第45話ではジュウオウバードが単独でアザルド相手に使用し、第46話ではジュウオウライオンがジュウオウシャーク・ジュウオウエレファント・ジュウオウタイガーの補助を受けた状態で使用し、巨大化したアザルド・レガシーのコアを攻撃した。
「大王者の資格」の説明については#設定・用語を参照。
- デザインは、漫画『コブラ』に登場するサイコガンのような武器をやりたいという宇都宮の要望により、腕にかぶせる形状となった。

変身
キューブモードからガンモードに変形させ、持ち手のレバーを一回引き、「ホー ホー ホエール!」の音声と共に変身する。変身する際にはクジラの潮吹きをイメージした光を浴びる。
召喚
本来はキューブモード状態で底面のレバーを1回ポンプアップすることで「オーシャン!」の音声が鳴り、トリガーを引くと「キューブホエール!」の音声と共にキューブホエールが現れるが、当初は現代のジュウオウジャーを認めていなかったため姿を現わさなかった。その後大和たちを認め共闘した後は他のジュウオウキューブと同様に縮小し、戦闘時にのみ巨大化するようになった。
変形
キューブモード状態で底面のレバーを2回ポンプアップすることで「ホエール!」の音声が鳴り、トリガーを引くと「アーアーアアアーッ!」と音声が鳴りキューブホエールがドデカイオーへと変形する。
超合体
キューブモード状態で底面のレバーを3回ポンプアップすることで「イーグル、シャーク、ライオン、エレファント、タイガー、ゴリラ、クロコダイル、ウルフ、ライノス、ホエール、キリン、モグラ、クマ、コウモリ!」の音声が鳴り、トリガーを引くと「オーオー、オールーッ!」と音声が鳴り、14体のジュウオウキューブが変形・合体してワイルドトウサイドデカキングが完成する。

### ジュウオウバードの装備
ジュウオウチェンジャーファイナル
バドの持っていた最後の王者の資格が、彼の願いに応え変化した変身キューブ。
外見はジュウオウチェンジャーと同じだがカラーリングが金色をベースにしており、動物が描かれた赤い側面にはゴリラ・ワニ・オオカミ・サイ・クジラが加わっている。
操作パネルのボタンのうち1から9まではジュウオウチェンジャーとほぼ同じだが1にはバード、7・8・9にはクロコダイル・ウルフ・ライノスが割り当てられている。また、上部の3つは左から順に鳥の絵が描かれた橙色のボタンおよび10と0が書かれたボタンとなっており、0のボタンには「！」と「？」も表示されている。橙色のボタンには変身・召喚・合体の機能、10のボタンにはホエール、0のボタンにはコンドルと全てのジュウオウキューブウエポンが割り当てられている。
変身
ジュウオウチェンジャーファイナルを開いて上部左側の橙色のボタンを押した後、1を押すと「バード!」と音声が鳴り、ジュウオウチェンジャーを一旦閉じてから「本能覚醒!」の掛け声と共に赤い面の絵柄を揃えると「アーアーアアアーッ!」という雄叫びが上がり、再び開き掲げることでジュウオウバードへの変身が完了する。

イーグライザー
ジュウオウイーグルのものと同型の剣。必殺技はイーグルと同じライザースピニングスラッシュ、および縦横に敵を切り裂くグライドフェザースラッシュ。

### ジュウオウキューブ
ジュウオウチェンジャーによって召喚されるジューマン世界の地球のパワーが結晶化した自我をもった巨大動物メカ。キューブモードで召喚され動物モードに変形する。各ジュウオウキューブに対応するジュウオウジャーが搭乗し、操縦席にあるキューブを回転させて操縦する（ライノスとホエールを除く）。戦闘時にはキューブモードになることで敵の攻撃を防御することや体当たりもできる。一度召喚されて以降戦いのない時は、ジュウオウチェンジャーと同じキューブ型のポケットサイズ（キューブライノスとキューブホエールは多少大きめ）になっており、巨大化する際には各ジュウオウキューブの名前を呼ぶ音声が流れる。
巨大化時のキューブモードはキューブホエールと変形しないキューブライノスを除きいずれも一辺13.0mの立方体である。キューブホエールは縦41.5m、横48.0m、高さ29.5mの直方体となっている。
- ジュウオウキングの合体時に串刺しになる描写があることから生物ではないものとして設定された[5]。
- 当初はリアルな動物に変形するという発想でデザインされたが、キューブから変形することから特徴を出すためにキューブ型となった[66]。ただ、手足が箱から出ているのみの動物という同じパターンにならないように凝ったギミックとなったが、極力少ない手順で変形するものとなった[66]。
- 撮影はミニチュア特撮を中心に行われている[67][68]。特撮監督の佛田洋は、CG向きの四角いフォルムだからこそあえてミニチュアでやるのが面白いとしており、玩具の変形機構をほぼそのまま再現している[69][68]。ミニチュアは支持棒に固定されており、背景を動かすことで移動しているように見せている[69]。

キューブイーグル
ジュウオウイーグル専用のワシ型ジュウオウキューブ。キューブナンバーは1。
可変式の翼ビッグイーグルウイングでアクロバット飛行を行い、高いところから敵を確実にロックオンして急降下する戦法が得意。背中からビームを放つ。
ジュウオウキングでは上半身、ワイルドジュウオウキングでは左腕、ワイルドトウサイキングでは胸部、ワイルドトウサイドデカキングでは右脚の脛から下を構成。

キューブシャーク
ジュウオウシャーク専用のサメ型ジュウオウキューブ。キューブナンバーは2。
全身に伝達しているジューマンパワーで水の抵抗を軽減しており、荒波を泳ぐ戦法が得意。ビッグシャークファングで鋼鉄を噛み砕くことができる。
ジュウオウキングとジュウオウワイルドでは腰から膝、ワイルドジュウオウキングでは腰から膝、ワイルドトウサイキングでは左肩、ワイルドトウサイドデカキングでは右脚の膝から脛を構成。

キューブライオン
ジュウオウライオン専用のライオン型ジュウオウキューブ。キューブナンバーは3。
ジューマンパワーを滾らせたアゴで相手の急所を噛み砕く。たてがみのビッグライオンメインで空気を振動させ、口から咆哮ビームを発射することが可能。
ジュウオウキングとジュウオウワイルドでは膝から下、ワイルドジュウオウキングでは膝から脛、ワイルドトウサイキングでは右足、ワイルドトウサイドデカキングでは右脚の太腿の下半分を構成する。

キューブエレファント
ジュウオウエレファント専用のゾウ型ジュウオウキューブ。キューブナンバーは4。
ジューマンパワーを強靭な皮膚にまとっており、ボディアタックで相手を打ち倒す。ビッグエレファントノーズからビームや消火ガスを放つことが可能。
ジュウオウキングとジュウオウワイルドでは膝から下、ワイルドジュウオウキングでは脛から下、ワイルドトウサイキングでは左足、ワイルドトウサイドデカキングでは右脚の太腿の上半分を構成する。

キューブタイガー
ジュウオウタイガー専用のトラ型ジュウオウキューブ。キューブナンバーは5。
ジューマンパワーにより高められた瞬発力とジャンプ力を持ち、しなやかな脚力で雪原をも駆け抜ける。両肩の爪ビッグタイガークローから爪型の衝撃波を発射することが可能。
ジュウオウキングとジュウオウワイルドでは腰から膝、ワイルドジュウオウキングでは上半身、ワイルドトウサイキングでは右肩、ワイルドトウサイドデカキングでは左脚の脛から下を構成。

キューブゴリラ
ジュウオウゴリラ専用のゴリラ型ジュウオウキューブ。キューブナンバーは6。
右肩にビッグワイルドキャノンを担いでおり、浮遊させたビッグワイルドキャノンからブランコを垂らし、それに掴まりながらの攻撃も可能。高所からキューブ弾を投げつけるキューブ落としも用いる。
ジュウオウワイルドでは上半身、ワイルドジュウオウキングでは右腕、ワイルドトウサイキングでは背部、ワイルドトウサイドデカキングでは左脚の膝から脛を構成。
- 登場時のビルの上で戦う描写は映画『キングコング』を模している。特撮監督の佛田洋は、裏設定としてジューランドの高い塔を連想して登っていると想定している。

キューブクロコダイル
ジュウオウザワールド専用のワニ型ジュウオウキューブ。キューブナンバーは7。
ビッグクロコダイルジョーズでの噛み付きが得意で、口から光線を発射することも可能。水中でも活動できる。
トウサイジュウオーでは右腕、ワイルドトウサイキングでは右腕、ワイルドトウサイドデカキングでは左脚の太腿の下半分を構成。

キューブウルフ
ジュウオウザワールド専用のオオカミ型ジュウオウキューブ。キューブナンバーは8。
トリッキーに飛び跳ねて、ハンターのように高い場所から攻撃する戦法を得意とする。ビッグウルフテールを振動させ超音波を放つ。口からビームを放つことも可能。
トウサイジュウオーでは頭部と胸部、ワイルドトウサイキングでは左腕、ワイルドトウサイドデカキングでは左脚の太腿の上半分を構成。

キューブライノス
ジュウオウザワールド専用のサイ型ジュウオウキューブ。トレーラー型で、唯一キューブモードを持たない。キューブナンバーは9。
キューブモードのクロコダイルとウルフを荷台に搭載している。他のジュウオウキューブと異なり、コクピットにハンドルがあり、そのハンドルで操作する。
パワーとスピードを活かした突進攻撃を行う。ビッグライノスホーンで突撃する。
前部はトウサイジュウオーでは腰から下と左腕、ワイルドトウサイキングでは腰から両脚と頭部、ワイルドトウサイドデカキングでは背部を、後部の荷台はトウサイジュウオーでは両肩と腹部、ワイルドトウサイキングでは両肩と腹部を構成。
- 『炎神戦隊ゴーオンジャー』ではワニがトレーラーモチーフとなっていたが、サイにも力強いイメージがあることから本作品ではこちらが選ばれた。岩壁を突き破って現れる描写は、映画『マッドマックス 怒りのデス・ロード』をイメージしている。

キューブホエール
ジュウオウホエール専用のクジラ型ジュウオウキューブ。キューブナンバーは10。
ケタスがジュウオウホエールになった際に誕生した、最初のジュウオウキューブ。他のジュウオウキューブと異なり、コクピットにセットしたホエールチェンジガン（キューブモード）で操縦する。バングレイからは「巨大クジラちゃん」と呼ばれている。
両脇のビッグホエールバレルから水流エネルギー弾を放つ。尾びれでのテールスラップや全身を包むウォーターバリアなどの能力も持つ。
当初は大和がホエールチェンジガンで召喚しても姿を現わさず、姿を現わしてもデスカリアンやバングレイのみならずジュウオウジャーまで攻撃しており、その後はキューブモードになり身を潜めていたが「キューブホエールが護れなくてこの星が護れるか!」と叫んだ大和にケタスの面影を見出したことで、大和のことをジュウオウホエールとして認め、ジュウオウジャーに協力するようになる。第34話で大和たちがバングレイの罠を警戒してキューブホエールを呼ばなかった際には、呼ばなかった大和に対して激しく怒っており、大和の顔面に体当たりをしたりそれを止めようとしたレオの顔に潮を吹き掛けたりして暴れ回っていたが、その後大和によって柱に紐で繋がれた際には機嫌を損ね拗ねていた。続く第35話では大和の危機に紐を切って脱走するもレオたちに捕まえられるが、操の「ようやく出会えた仲間を見殺しにできない気持ちはわかる」という意見に他のメンバーが賛同したため、共に大和の救出に向かうこととなった。
第43話で大和がアザルドとの対峙中に召喚しセラたちの援護を指示した際には、過去に因縁のあるアザルドを見て、大和の指示を無視してアザルドを攻撃している。
単身で巨大ロボのドデカイオーに変形できる。
ワイルドトウサイドデカキングでは上半身を構成する。
- デザインは潮を吹いている状態のクジラをモチーフとしている。当初は別形態への変形も検討されていたが、ピッキングソードを踏襲したカイオースピアを差し込む変形ギミックとなった。

キューブコンドル
劇場版およびVシネマのみに登場したコンドル型ジュウオウキューブ。カラーは紫。キューブナンバーは0。詳しくは「劇場版 動物戦隊ジュウオウジャー ドキドキサーカスパニック!」を参照。

スペック
特記のない限りいずれも動物モードのものであり、数値はテレビ朝日公式サイトの記述に基づく。
| 名称                 | 全高       | 全幅       | 全長        | 重量        | スピード     | 出力            | 初登場     |
| -------------------- | ---------- | ---------- | ----------- | ----------- | ------------ | --------------- | ---------- |
| キューブイーグル     | 12.5 m[65] | 39.5 m[65] | 24.0 m[65]  | 600 t[65]   | マッハ1[65]  | 500万馬力[65]   | 第1話      |
| キューブシャーク     | 17.5 m[65] | 13.0 m[65] | 30.0 m[65]  | 600 t[65]   | 200 kt[65]   | 500万馬力[65]   | 第1話      |
| キューブライオン     | 20.0 m[65] | 13.0 m[65] | 22.5 m[65]  | 600 t[65]   | 400 km/h[65] | 500万馬力[65]   | 第1話      |
| キューブエレファント | 15.5 m[65] | 18.5 m[65] | 29.5 m[65]  | 600 t[65]   | 400 km/h[65] | 500万馬力[65]   | 第1話      |
| キューブタイガー     | 18.0 m[65] | 13.0 m[65] | 33.0 m[65]  | 600 t[65]   | 500 km/h[65] | 500万馬力[65]   | 第1話      |
| キューブゴリラ       | 26.0 m[65] | 26.0 m[65] | 33.0 m[65]  | 800 t[65]   | 350 km/h[65] | 700万馬力[65]   | 第6話[70]  |
| キューブクロコダイル | 13.0 m[71] | 13.0 m[71] | 37.5 m[71]  | 600 t[71]   | 450 km/h[71] | 500万馬力[71]   | 第18話[70] |
| キューブウルフ       | 15.0 m[71] | 20.0 m[71] | 32.0 m[71]  | 600 t[71]   | 550 km/h[71] | 500万馬力[71]   | 第18話[70] |
| キューブライノス     | 21.5 m[71] | 28.0 m[71] | 100.5 m[71] | 2,800 t[71] | 500 km/h[71] | 2,300万馬力[71] | 第18話[70] |
| キューブホエール     | 44.5 m[71] | 45.0 m[71] | 64.0 m[71]  | 5,700 t[71] | 300 kt[71]   | 4,900万馬力[71] | 第30話[70] |

### ジュウオウキューブウエポン
ジュウオウキューブよりも一回り小さく、戦闘を補佐する巨大動物メカ。すべてCG合成のみである。動物の名称はジュウオウキューブと異なり日本語名で、キューブナンバーは「!」で統一されている（どちらもオクトパスを除く）。オクトパスのみ名称が英語でナンバーが不思議を意味する「?」になっている。ジュウオウキューブと同様のキューブモードと動物モードに加え、武器型のウエポンモードにも変形可能。通常は、ジュウオウチェンジャーより一回り小さいサイズのキューブモードになっている。
巨大化時のキューブモードはオクトパスを除き一辺9.0メートルの立方体である。オクトパスは一辺13.0メートルの立方体となっている。
シマウマ以降の4体はバドが人間界で回収しており、一時的にアザルドに吸収されていたが奪還後は本体色と同じスーツカラーのジューマンが所持している。
- シマウマ・カモノハシ・ヒョウ・フクロウの4体は、キューブウエポンの玩具が好評であったことから金型流用による玩具オリジナルキャラクターとして発売され、その後宇都宮の配慮により劇中にも登場した[9]。

キューブキリン
キリン型ジュウオウキューブウエポン。人間界で発見された、王者の資格より一回り小さいキューブ状の鉱石から変化した。
長い首を瞬間的に伸縮させての頭突き攻撃を得意とする。口からはビームを放つ。
ウエポンモードはキリンバズーカ。主にジュウオウキングが使用する。必殺技はエネルギー弾を発射するキリンバズーカ・ジュウオウファイア。技名は同じだが、小型のエネルギー弾を連射するパターンと、パワーを集中し一撃で敵を倒すパターンの2種類がある。
ワイルドジュウオウキングでは左脚側面、ワイルドトウサイキングでは左脚下部側面、ワイルドトウサイドデカキングでは右腕の武器を構成。

キューブモグラ
モグラ型ジュウオウキューブウエポン。もともとは地中深くで眠っていたが、ハナヤイダーの育てた巨大な蕾の攻撃に苦戦するジュウオウジャーを助ける形で目を覚ました。
鼻のドリルを回転させながら繰り出す突進攻撃を得意とする。
ウエポンモードはモグラドリル。主にジュウオウワイルドが使用する。必殺技はその場で回転し、その勢いを乗せてドリルで刺し貫くモグラドリル・ジュウオウブレイク。
ワイルドジュウオウキングでは右脚側面、ワイルドトウサイキングでは右脚下部側面、ワイルドトウサイドデカキングでは左腕の武器を構成。
- デザインを担当したプレックスの阿部統はモグラは難しかったといい、ヘルメットやドリルなど動物とは直接関係のない要素で特徴を出している。

キューブクマ
クマ型ジュウオウキューブウエポン。斧岩山の山頂にある斧型の岩から変化した。
頑強なボディを持ち、尾部の刃で回転アタックを放つ。
ウエポンモードはクマアックス。主にワイルドジュウオウキングが使用する。必殺技は上段から振り下ろして敵を叩き割るクマアックス・ジュウオウインパクト。
ワイルドトウサイキングでは左脚上部側面、ワイルドトウサイドデカキングでは左腕側面を構成。
キューブパンダ
キューブクマが本気を出した際に変化するパンダ型ジュウオウキューブウエポン。
ウエポンモードはパンダアックス。ジュウオウワイルドスペシャルとワイルドジュウオウキングが使用する。

キューブコウモリ
コウモリ型ジュウオウキューブウエポン。地下牢獄の天井にあったキューブ状の鉱石が操の行動に反応して変化した。
空を飛び、破壊超音波を発射して攻撃する。
ウエポンモードはコウモリブーメラン。主にトウサイジュウオーが使用する。必殺技は勢いよく投擲して敵を両断するコウモリブーメラン・ジュウオウカッター。
トウサイジュウオーでは武器、ワイルドトウサイキングでは右脚上部側面、ワイルドトウサイドデカキングでは右腕側面を構成。

キューブオクトパス
タコ型のビッグジュウオウキューブウエポン。他のキューブウエポンよりも大きく、他のキューブウエポンと異なり、ウエポンモードに変形しない。海岸の崖に埋まっていたところをラリーによって発見された後、ジュウオウキングにより掘り出され、キューブ状態のまま敵に投げつけられたことで覚醒した。
口からジューマンパワーを濃縮した墨を吐いて視界を遮り、足の吸盤で敵に張り付く。
ジュウオウキングオクトパスの頭部とX字型バックパックを構成。
- キューブウエポンの上位版と位置づけられており、他の動物とイメージが被らないタコがモチーフに選ばれた。

キューブシマウマ
シマウマ型ジュウオウキューブウエポン。ジューマンパワーで縞模様を揺らめかせ、周囲の景色に溶け込んで攻撃するカムフラージュ戦法を得意とする。
ウエポンモードはシマウマランチャーだが、作中では未使用。

キューブカモノハシ
カモノハシ型ジュウオウキューブウエポン。クチバシから放つジューマンパワーでソナーのように地形解析し、視界の悪い泥中でも自在に動くオフロード戦法を得意とする。
ウエポンモードはカモノハシレーザーだが、作中では未使用。

キューブヒョウ
ヒョウ型ジュウオウキューブウエポン。ジューマンパワーで硬化させた爪で垂直な壁面も駆け上がり、高所から相手に飛びかかる。
ウエポンモードはヒョウハンマーだが、作中では未使用。
- 初期デザインではチーターやジャガーなどにも見えるような抽象的な模様であったが、バンダイの植田真弘が「子供に対してヒョウがどんな生き物か教えたい」と主張し、ヒョウの模様に改められた。デザインを担当した阿部は、そのような理由で直しを要求されたのは初めてであったが植田の言葉に感銘を受けたことを述べている。

キューブフクロウ
フクロウ型ジュウオウキューブウエポン。翼から放つジューマンパワーで空気を抑えて無音飛行を行い強襲する隠密戦法を得意とする。
ウエポンモードはフクロウカッターだが、作中では未使用。

スペック
特記のない限りいずれも動物モードのものであり、数値はテレビ朝日公式サイトの記述に基づく。
| 名称               | 全高       | 全幅       | 全長       | 重量      | スピード     | 出力          | 初登場     |
| ------------------ | ---------- | ---------- | ---------- | --------- | ------------ | ------------- | ---------- |
| キューブキリン     | 24.5 m[73] | 4.5 m[73]  | 12.5 m[73] | 200 t[73] | 400 km/h[73] | 150万馬力[73] | 第3話[70]  |
| キューブモグラ     | 9.0 m[73]  | 4.5 m[73]  | 25.0 m[73] | 200 t[73] | 380 km/h[73] | 150万馬力[73] | 第9話[70]  |
| キューブクマ       | 9.0 m[73]  | 4.5 m[73]  | 18.0 m[73] | 200 t[73] | 350 km/h[73] | 150万馬力[73] | 第13話[70] |
| キューブパンダ     | 9.0 m[73]  | 4.5 m[73]  | 18.0 m[73] | 200 t[73] | 380 km/h[73] | 150万馬力[73] | 第19話[70] |
| キューブコウモリ   | 9.0 m[73]  | 32.0 m[73] | 8.5 m[73]  | 200 t[73] | 700 km/h[73] | 150万馬力[73] | 第21話[70] |
| キューブオクトパス | 22.5 m[71] | 36.0 m[71] | 36.0 m[71] | 600 t[71] | 150 kt[71]   | 500万馬力[71] | 第37話[70] |
| キューブシマウマ   | 24.5 m[73] | 4.5 m[73]  | 12.5 m[73] | 200 t[73] | 450 km/h[73] | 150万馬力[73] | 第42話[70] |
| キューブカモノハシ | 9.0 m[73]  | 4.5 m[73]  | 23.5 m[73] | 200 t[73] | 350 km/h[73] | 150万馬力[73] | 第42話[70] |
| キューブヒョウ     | 9.0 m[73]  | 4.5 m[73]  | 18.0 m[73] | 200 t[73] | 500 km/h[73] | 150万馬力[73] | 第26話[70] |
| キューブフクロウ   | 9.0 m[73]  | 32.0 m[73] | 9.0 m[73]  | 200 t[73] | 600 km/h[73] | 150万馬力[73] | 第42話[70] |
| 名称               | 全高           | 全幅           | 全長           |
| ウエポンモード     | ウエポンモード | ウエポンモード | ウエポンモード |
| ------------------ | -------------- | -------------- | -------------- |
| キリンバズーカ     | 9.0 m[74]      | 4.5 m[74]      | 27.0 m[74]     |
| モグラドリル       | 10.0 m[76]     | 7.0 m[76]      | 25.0 m[76]     |
| クマアックス       | 18.0 m[76]     | 4.5 m[76]      | 11.0 m[76]     |
| パンダアックス     | 18.0 m[76]     | 4.5 m[76]      | 11.0 m[76]     |
| コウモリブーメラン | 9.0 m[77]      | 5.0 m[77]      | 34.0 m[77]     |
| シマウマランチャー | 9.0 m[73]      | 4.5 m[73]      | 27.0 m[73]     |
| カモノハシレーザー | 10.0 m[73]     | 7.0 m[73]      | 23.5 m[73]     |
| ヒョウハンマー     | 18.0 m[73]     | 4.5 m[73]      | 11.0 m[73]     |
| フクロウカッター   | 34.0 m[73]     | 5.5 m[73]      | 9.0 m[73]      |

### 巨大ロボ
ジュウオウキングとジュウオウワイルドはいずれも異次元から空中に出現した3つの炎の四角い枠エネルギースクエアを先に通り抜けた3体のジュウオウキューブのみが合体可能で、合体に加わらなかった残りのジュウオウキューブは後方支援で戦闘に参加する場合もある。合体する際はティンパニのロールの効果音をバックにキューブが回転し、下から順にキューブナンバーを読み上げる。操縦席は合体したジュウオウキューブ内の操縦席3つが横並びにくっついた状態になっている。当初は3体だけが合体していたが、合体後は操縦席に3人そろっていなくても操縦が可能であるため、キューブゴリラの参入後はジュウオウイーグルまたはジュウオウゴリラが合体後の乗り換えやジュウオウキューブの同時召喚・合体を駆使することで両者の共闘が可能となった。
倒された敵はキューブ状になって散る。
ジュウオウキング・ジュウオウワイルドとも劇中では合体バリエーションの呼称は区別されないが、公式サイト・書籍などでは合体するジュウオウキューブのナンバーを併記して区別している。
- 合体後のプロポーションはレリーフになるようにしており、繋がった脚でもハの字に見えるデザインとなっている[66]。
- 造形では、特撮監督の佛田洋の提案によりあえて関節を少なくすることにこだわっている[3]。また、合体ギミックは面白いが合体後に特徴がないと考え、動きに合わせて砂が舞うギミックを取り入れた[69]。合体シーンは、箱に剣を刺すマジックを参考にしている[69]。合体バリエーションはスーツの差し替えで表現している[9]。

#### ジュウオウキング
キューブイーグルを中心とした巨大化した3体のジュウオウキューブが積み重なり、そのキューブをビッグキングソードが上から貫き各部が展開し頭部が突き出ることで完成する巨大ロボ。
ジュウオウキング（1・2・3）
イーグル・シャーク・ライオンの3体が下から3・2・1の順に動物合体するジュウオウキングの基本形態。イーグルのスピード、シャークの柔軟性、ライオンの攻撃力を兼ね備えている。武器はキングソード。
必殺技はキングソードで円を描いた後、左下から右上に斜め斬りを放つキングソード・ジュウオウ斬り。
- キングソードでの斬撃は速火線を用いて撮影している。

ジュウオウキング（1・5・4）
イーグル・タイガー・エレファントの3体が下から4・5・1の順に動物合体するジュウオウキングの第2形態。イーグルのスピード、タイガーの素早さ、エレファントのパワーを兼ね備えている。機動性と肉弾戦に特化しており、エレファントの突進力で放つエレファントキックや膝のビッグタイガークローを利用した膝蹴りタイガーキックなど足技が得意。
必殺技は両足でキックを叩き込むジュウオウメガトンキック。

ジュウオウキングオクトパス
ジュウオウキング（1・2・3）の頭部と背面にキューブオクトパスが動物武装するジュウオウキングの特殊形態。背中のビッグオクトパステンタクル（タコの足）を回転させてヘリコプターのように飛行したり、そこからタコ焼き型爆弾オクトパス・ジュウオウボンバーを発射したりする。
必殺技は空中からキングソードで敵を斬りつけるオクトパス・ジュウオウ斬り。

テレビシリーズ以外の作品に登場する形態
ジュウオウキング（1・2・3・4・5）
映画『劇場版 動物戦隊ジュウオウジャー ドキドキサーカスパニック!』に登場。
ジュウオウキング（1・2・4）
映画『劇場版 動物戦隊ジュウオウジャーVSニンニンジャー 未来からのメッセージ from スーパー戦隊』に登場。

#### ジュウオウワイルド
キューブゴリラを中心とした巨大化した3体のジュウオウキューブが積み重なり、そのキューブにキューブゴリラのビッグワイルドキャノンが変形した頭部が合体し各部が展開することで完成する巨大ロボ。
ビッグワイルドキャノンから分離したバズーカ砲のワイルドキャノンを装備している。
必殺技は腕から拳をミサイルのように6発連射するワイルドロケットナックル。
ジュウオウワイルド（6・5・4）
ゴリラ・タイガー・エレファントの3体が下から4・5・6の順に動物合体するジュウオウワイルドの基本形態。ゴリラの防御力、タイガーの敏捷性、エレファントのパワーを兼ね備えている。
ワイルドキャノンからビームを発射するワイルドキャノンビームも使用可能。

ジュウオウワイルド（6・2・3）
ゴリラ・シャーク・ライオンの3体が下から3・2・6の順に動物合体するジュウオウワイルドの第2形態。ゴリラの防御力、シャークの柔軟性、ライオンの攻撃力を兼ね備えている。

ジュウオウワイルドスペシャル
第30話に登場。ジュウオウワイルド（6・5・3）とエレファントの2体が下から4・3・5・6の順に合体し、さらに右脚側面にモグラ、左脚側面にキリンがそれぞれ動物合体した特殊な6体合体形態。ライオンが加わったことで、通常のジュウオウワイルドよりも脚部が長くなっている。
武器としてパンダアックスを装備している。

ジュウオウワイルド（6・5・3）
映画『劇場版 動物戦隊ジュウオウジャーVSニンニンジャー 未来からのメッセージ from スーパー戦隊』に登場。

ワイルドジュウオウキング
ジュウオウキングとジュウオウワイルドおよびキリンとモグラのウエポンが動物大合体し、各部が展開することで完成する巨大ロボ。第13話以降はクマが変形したクマアックスを装備する。空中に出現した8つのエネルギースクエア（うち2つは一回り小さい）を通り抜けた1から6までの6体のジュウオウキューブおよびキリンとモグラの2体のジュウオウキューブウエポンが合体する。合体する際はジュウオウキングやジュウオウワイルド同様にティンパニのロールの効果音をバックにキューブが回転し、下から順にキューブナンバーを「4・3・2・5・1・6」と読み上げる。操縦席は合体したジュウオウキューブ内の操縦席5つが横並びにくっついた状態になっている。
タイガー・シャーク・ライオン・エレファントの4体が下から4・3・2・5の順に積み重なり、イーグルとゴリラがタイガーの左右に合体する。その後ビッグキングソードがタイガーの上から貫き、胸にビッグワイルドキャノンが変形したキューブ、右脚側面にモグラ、左脚側面にキリン、頭部にワイルドキャノンが変形したバイザーがそれぞれ合体することで完成する。ジュウオウキングとジュウオウワイルドの能力を兼ね備えている。
必殺技は全身から動物モードのジュウオウキューブおよびジュウオウキューブウエポン型の光弾を発射するジュウオウダイナミックストライク。

#### トウサイジュウオー
キューブライノスを中心にクロコダイルとウルフが動物合体したジュウオウザワールド専用の巨大ロボ。クロコダイルのタフネス、ウルフのテクニック、ライノスの驀進力を兼ね備えている。ワイルドジュウオウキングと互角以上の戦闘力を持つ。合体の際にはキューブナンバーを「9・7・8」と読み上げる。操縦はキューブライノスと同様にコクピットのハンドルで行う。
ショルダータックルや左腕の連続パンチに加え、右腕の牙ビッグクロコダイルジョーズを用いて相手の武器を強奪する戦法も行う。肩からは、キューブの連続発射も可能。
必殺技は右腕のビッグクロコダイルジョーズから3体の動物モードのジュウオウキューブ型のビームを放つトウサイトリプルザビースト。
- 頭部や肩のディテールは、ジュウオウザガンロッドと同じく檻をイメージしている[9]。

ワイルドトウサイキング
13体のジュウオウキューブ&ジュウオウキューブウエポンが動物大合体することで完成する巨大ロボ。空中に出現した13個のエネルギースクエア（うち4つは一回り小さい）を通り抜けた1から9までの9体のジュウオウキューブおよび4体のジュウオウキューブウエポンが合体する。操縦席は合体したジュウオウキューブ内の操縦席6つが横並びにくっついた状態になっている。右腕にビッグキングソード、左腕にビッグワイルドキャノンを装備する。合体の際にはキューブナンバーを「3・4・9・5・2・7・8・6・1」と読み上げる。
必殺技は右腕のビッグキングソードを伸ばして放射したエネルギーで敵を貫くジュウオウダイレクトストレート、または左腕のビッグワイルドキャノンの連射で敵を撃ちぬくジュウオウダイレクトショット。
第29話ではゴーカイジャーも乗り込み、デンジマンの大いなる力を使ったダイデンジンの電子満月斬りと、ライブマンの大いなる力を使ったスーパーライブロボのスーパービッグバーストを繰り出し、必殺技としてゴーカイジャーのレンジャーキーとジュウオウチェンジャーの力を使い、40のスーパー戦隊のマークと2,000の数字により敵を倒すジュウオウフォーティーアニバーサリーを使用した。
ワイルドトウサイシュリケンキング
映画『劇場版 動物戦隊ジュウオウジャーVSニンニンジャー 未来からのメッセージ from スーパー戦隊』に登場。

#### ドデカイオー
キューブホエールが単体で動物変形した巨大ロボ。操縦はキューブホエールと同様にホエールチェンジガンで行う。武器はキューブホエールの潮吹きの部分が変形したカイオースピア。カイオースピアは縮小してジュウオウイーグルが使用することもできるほか、水流を放つこともできる。
必殺技はカイオースピアからボウガンのごとく錨型のエネルギー弾を連続射出するドデカイオーシャンスプラッシュ。
- 全身の細かなディテールは、全身を大きく見せるほか、玩具で遊ぶ子供が見飽きないよう取り入れられた[9]。バンダイの植田真弘は、歴代4号ロボの中でも上位に入る人気であったと証言している[9]。
- スーツは当初出来上がった造形が格好悪かったため、プロポーションに大幅な改修が加えられた[68]。カイオースピアのプロップも、見映えの問題から玩具よりも長めに造形された[69][68]。

ワイルドトウサイドデカキング
14体のジュウオウキューブとジュウオウキューブウエポンが動物全合体することで完成する超巨大ロボ。空中に出現した一つの巨大なエネルギースクエアを先に通り抜けたワイルドトウサイキングを構成する9体のジュウオウキューブと4体のジュウオウキューブウエポン、そして最後に通り抜けたキューブホエールが合体する。操縦席はワイルドトウサイキングと同様に6つが横並びにくっついた状態になっている。
武器は両腕に合体したキリンバズーカとモグラドリル、そして右肩に装備されたカイオースピア。合体の際にはキューブナンバーを「1・2・3・4・5・6・7・8・9・10」と読み上げる。
1番から10番までのジュウオウキューブの力を合わせたビームジュウオウドデカショットを放てる。
必殺技は地球のパワーを秘めた100体のキューブを発射して敵を粉砕するジュウオウドデカダイナマイトストリーム。最終決戦ではジニスに対してジュウオウドデカグランドファイナルフィニッシュと呼ばれる地球型のエネルギー弾を放った。
- 余剰パーツのない13体による合体は、戦隊ロボでは史上最多となる。
- 撮影用スーツは、当初脚のキューブが同じ大きさで作られていたが見映えが悪かったため、下から順に1.5センチメートルずつ細くしパースをつけた形状となった。特撮監督の佛田洋は、全合体でも動けることを評価している。

#### スペック
特記のない限り数値はテレビ朝日公式サイトの記述に基づく。
| 名称                          | 全高   | 全幅   | 胸厚   | 重量     | スピード | 出力         | 初登場 |
| ----------------------------- | ------ | ------ | ------ | -------- | -------- | ------------ | ------ |
| ジュウオウキング（1・2・3）   | 45.5 m | 26.0 m | 15.0 m | 2,000 t  | 500 km/h | 1,700万馬力  | 第1話  |
| ジュウオウキング（1・5・4）   | 45.5 m | 26.0 m | 15.0 m | 2,000 t  | 500 km/h | 1,700万馬力  | 第2話  |
| ジュウオウキングオクトパス    | 50.0 m | 35.0 m | 23.5 m | 2,600 t  | 500 km/h | 2,200万馬力  | 第37話 |
| ジュウオウワイルド（6・5・4） | 45.5 m | 34.5 m | 17.0 m | 2,000 t  | 450 km/h | 1,700万馬力  | 第6話  |
| ジュウオウワイルド（6・2・3） | 45.5 m | 34.5 m | 17.0 m | 2,000 t  | 450 km/h | 1,700万馬力  | 第7話  |
| ワイルドジュウオウキング      | 65.0 m | 39.0 m | 21.5 m | 4,400 t  | 550 km/h | 3,700万馬力  | 第11話 |
| トウサイジュウオー            | 48.5 m | 61.0 m | 15.5 m | 4,000 t  | 500 km/h | 3,300万馬力  | 第18話 |
| ワイルドトウサイキング        | 72.0 m | 61.0 m | 28.5 m | 8,800 t  | 600 km/h | 7,300万馬力  | 第22話 |
| ドデカイオー                  | 64.0 m | 48.0 m | 23.5 m | 5,700 t  | 550 km/h | 4,900万馬力  | 第31話 |
| ワイルドトウサイドデカキング  | 94.0 m | 77.0 m | 38.5 m | 12,700 t | 630 km/h | 10,600万馬力 | 第35話 |

## 宇宙の無法者デスガリアン
ゲーム感覚で一つの惑星を舞台として、そこに住む生物をいたぶって狩り尽くす「ブラッドゲーム」を開催して、今まで99の惑星を滅ぼしてきた邪悪なならず者の集団。地球を「100個目の星」と称して侵略を企む。宇宙船サジタリアークを根城としている。自分たちを高等生物と思っており、人間を始めとする他の生物を「下等生物」と呼んで見下している。
- デスガリアンのマークはジニスの顔を記号化したものとなっている[39]。
- 戦隊側の動物に対し、デスガリアンの上層部は鉱物をモチーフとしている[出典 12]。作品として「命」をテーマにしているが敵を倒さなければならないため、倒すことに躊躇がないよう遊び感覚で命を奪う根っからの極悪人と設定された[5][6]。

ジニス
デスガリアンのオーナー。部下の2倍程度の巨体を持つ。ジャンルはイエローダイヤモンド。
物腰柔らかく穏やかな口調が特徴だが、性格は異常とも言えるほどに冷酷無比で、主宰したブラッドゲームで苦しむ人間たちの悲鳴を聞いて喜んでいる。その非道ぶりと異常性は発言の隅々に表れており、プレイヤーが何人倒されても意に介さず、プレイ中の経過で楽しめれば成否も全く気にしない。仲間意識すら皆無で自分以外のものを信用していない。想定外の事態が起きても冷静さを崩さない一方、第47話でワイルドトウサイドデカキングがサジタリアークを地球に引きずり降ろした際は思わず動揺し、第48話で大和に正体を見破られた時は激しい怒りを露にした。自身の細胞には特殊な能力が含まれており、これをメーバメダルに注入することでプレイヤーや幹部を巨大化させたり特定の人物を洗脳させることができるコンティニューメダルを作り出す。
かつて自身が開発させたものの、度を越した戦闘力と高効率から封印した殺戮兵器ロボット・ギフトを投入させるも、そのギフトが倒されても惜しむ様子は見せずにことの成り行きを楽しんでいる。ジュウオウイーグルからジュウオウゴリラへの変化に興味を持ったことでナリアに命じて人間界からジューマンと思しき人物を捕獲させ、「適合者」である操をザワールドへと変身させた。しかし操が自らに反逆の意を示してからは「出来損ない」として始末するように躊躇なくアザルドに命じている。
ブラッドゲームに退屈を感じ始めていたところにバングレイが現れ、彼の追い求めるキューブホエールに狙いを定めてナリアにギフトカスタムでの捕獲を命じる。しかし、実際のところはキューブホエールではなくそのデータが狙いであった。クバルがバングレイから奪った右腕を使って読み取ったナリアの記憶によると、ジニスの肉体はサジタリアークから供給されるエネルギーで維持されており、それゆえ「サジタリアークから外に出ると弱体化する」という弱点があったが、シン・ジニスに進化したことで克服した。
チームリーダーが全員倒された後、第47話で地球における最後のブラッドゲームとして、サジタリアークの矢を地球に突き刺し自分の細胞を注ぎ込むというゲームを仕掛けてくる。しかし、ジュウオウジャーによりそれは阻止され、サジタリアークごと地球上に引きずり降ろされる。
その正体は小さなメーバの集合体であり、自ら微小な下等生物であることへのコンプレックスからきた自分自身への嫌悪と他者への不信から、最強で最上の生物を求めて遺伝子改造手術を繰り返した末の姿であったことが最終回で判明する。大和に自身の正体を見破られたことに激高し、正体を知っても自身に尽くそうとするナリアの忠誠心を「同情」として拒絶し、ブレードによる一閃でナリアを殺害すると同時にジュウオウジャーを一時変身不能に追い込むが、自身が地球に拒絶されて力を十分に発揮できなくなり、野性大解放したジュウオウイーグルに圧倒され、野性解放ならびに大解放した6人のホエールチェンジガンを用いたジュウオウファイナルを受け敗北。ブーストコンティニューにより自ら巨大化してワイルドトウサイドデカキングと交戦するも、メモリーデバイスの消滅により元の姿に戻ったことや、サジタリアークの破壊により弱体化しており、ワイルドトウサイドデカキングに圧倒された末、ジュウオウドデカグランドファイナルフィニッシュを受けて最期を遂げた。
その後を描いたスペシャルライブツアーでは、細胞（メーバ）が一つでも生き残っていて、それが他の生物に付着していた場合、それを宿主として増殖、復活するという特性を持っていたことが判明。メーバの力でナリアを復活させ、同時にバドに付着していたメーバで彼を洗脳、ナリアに残りのメーバを集めさせて完全復活を目論む。しかしバドはジュウオウジャーや観客の声援で洗脳を打ち破って失敗したため、代わりにナリアが集めたメーバの力で完全復活し、最終回同様ジュウオウジャーを一時変身不能まで追い詰める。だがジュウオウジャーの奮闘と地球人（観客）の強い思いに地球が呼応し、ジュウオウジャーは再起してナリア達を撃破。なおもジニスは地球から吸い上げた強大な力で迎え撃つも、最後は彼らの野生大開放とジュウオウファイナルを食らい、完全に敗北する。
『帰ってきた』ではすでに故人だが、なおも復活したナリアには強い忠誠心を持たれているなど、死後なおも強い影響力を持っていることが分かる。
- 企画段階でメーバと同一であるという設定が明言されており、デザインを担当した篠原はメーバとの共通性を意識しつつあえてメーバから離れた形状としている。外見は全て殻やガワという捉え方で、1匹のメーバが中に入っているものとしている。口はエネルギーが内部から溢れ出ているイメージで発光させている。黄色いトパーズのような部分は透明素材を想定していたが、スーツアクターが肩車する構造上、重量を抑えるため顔と掌のみにとどまった。
- メインライターの香村純子は、最終話の脚本でジニスの過去について詳細を記していたが、東映プロデューサーの宇都宮孝明が最終話にふさわしくないとし不採用となった。

シン・ジニス
第41話から登場。ジニスがキューブホエールのデータが入ったメモリーデバイスを使って進化した姿。完全な人型となり、胴体の下側部分が割れて背中から翼のように生えている。キューブホエールのデータを取り込んだことで地球のエネルギーを吸収することが可能となり、クバルが衝こうとしていた「サジタリアークの外に出ると弱体化する」という弱点を克服している。
武器は両腕を変形させる2本の剣と背中から発射する光弾。また、自身の細胞を放出して相手に取り込ませることで巨大化させることも可能であり、クバルがバングレイの右手を利用し実体化させたチームクバルのプレイヤーをも操ることができる。
最終回で地球に拒絶されて力を存分に発揮できなくなり、ジュウオウファイナルを受けた後、メモリーデバイスが消滅したために元の姿に戻る。
- デザインを担当した篠原は、翼を予定の2割増しほどの大きさで描いたところ、実際の造形ではそれ以上の大きさに見えて驚いたと述べている。

ナリア
組織の紅一点でジニスの秘書。丁寧な口調が特徴だが、激昂した際は口調が荒くなることも頻繁にある。クールな反面、スモートロンが四股を踏んで起こした地響きで他の幹部たちと飛び跳ねたり、ジュウオウジャーの戦闘中に傍らで茶を飲んでいたりとコミカルな一面も併せ持つ。一人称は「私」。ジャンルはスミソナイト。
サジタリアークから一歩も動かないジニスの代わりに行動しており、ジニスから彼の細胞から抽出したコンティニューメダルを預かりそれを使ってプレイヤーなどを巨大化させるほか、基地内にあるバーカウンターのスペースで幹部に飲料を提供する役目も担っている。プレイヤーたちからは格上と認識されていない描写も多いが、メダル投入時にかける言葉が命令口調である点からも、自身が彼らより上の立場だと自覚していることがうかがえる。他のデスガリアン同様に地球人やジューマンは下等生物と見下しているものの、慎重な一面もありゲームバランスの向上にうってつけとばかりにジュウオウジャーの存在を歓迎している素振りすら見せる者の多いデスガリアンにおいて唯一、ジュウオウジャーの力を危険視している。ジニスの意思に忠実であり、自らに危機が迫る状況であっても「私はジニス様のご意思に沿って行動するだけ」と語るほか、ジニスを侮辱する者に対しては怒りをあらわにする。妖艶な一面があり、先述のコンティニューメダルをプレイヤーに投入する際に、メダルにキスをしてから怪人に投入する。また、自身の能力を使いこなしていないプレイヤーに対しては蹴りを入れつつ叱責するような一面もある。光弾で遠距離攻撃も可能なヌンチャクヌンチャクラッシャーが武器。自ら強化筋力改造を施したスマートボディを持ち、戦闘能力も高い。ザワールドを自身の配下として従わせジュウオウジャーとプレイヤーの戦いに乱入させていたが、デスガリアンへ連れ戻そうとした際に大和の決死の説得で反旗を翻したザワールドに殴り飛ばされ、一時退却する。その後、ジニスがザワールドを見限り回収を望まず平然と「出来損ない」と判断した際は、複雑な様子を見せている。
クバルがすでにバングレイの手を装着していることを知り陰謀を暴こうとするが、逆に罠にはまってしまいクバルに隙を突かれ至近距離からの銃撃を受け倒れる。捕らわれの身となり記憶を利用され、ジニスを地上におびき出すための道具にされる。同じようにクバルに捕らわれた操を探している最中のセラとレオに発見され、レオの温情で解放されるも、恩を仇で返す形で襲いかかるが、セラの攻撃により撤退しサジタリアークに帰還した。第47話にて複数のギフトと共にジュウオウジャーを襲撃し、目的がサジタリアークの破壊と気づくと、ジニスを守るためにメダルを食べて巨大化。ギフトとサジタリアークの防衛に向かうも、ワイルドトウサイドデカキングのジュウオウドデカダイナマイトストリームを受けて敗北。等身大に戻ってかろうじて生き延び、満身創痍となりながらもジニスとジュウオウジャーのところに向かい、ジニスの正体を知る。ジニスに「どんな姿でも私は構いません」と忠誠心を見せジュウオウジャーの前に立ちはだかったが、その忠誠心ですらジニスにとっては同情であり最大の侮辱と見なされ、彼の攻撃を受けて爆死した。その最期を目撃したジュウオウジャーは「お前はそうやって寄り添ってくれる人も全部踏みにじってきたんだな!」と怒りをあらわにした。
『帰ってきた』ではポカネによって記憶を保って復活。ジニスに殺されたにもかかわらず忠誠心は高いようで、「ジニス様の仇」と発してジュウオウジャーに立ち向かった。
- メインライターの香村は、ナリアの出自についてジニスの細胞から作られたと想定している。
- デザインを担当した篠原は、連なった丸みが女性的であると考えスミソナイトの原石をモチーフとしたが、腰や胸などの丸みのある部分全てに盛り込んだところ妖怪のように気持ちの悪いものとなってしまったため、大幅にその要素を薄めてサイボーグ的な要素が強められた。デザイン画では緑色の部分は半透明のイメージであったが、造形では塗装で表現している。

アザルド
ジニスに仕えるチームリーダーの1人。キューブがより合わさったような外見が特徴。ジャンルはフローライト。ぶっきらぼうな口調であり、ジニスを「オーナー」または「あんた」と呼ぶなど、構成員の中で彼だけがジニスに対等な口調で接している。また、ザワールドの存在を快く思っておらず、バングレイに対しても自身のゲームの妨害をしたという理由から不満を持つ。
力自慢に加え非常に好戦的で物理的に生物をいたぶる嗜好を持ち、ブラッドゲームや戦いを楽しんでいるところが見られる。加えて、短気で往生際の悪さも見られるが、その一方で細かいことは気にしない性格でもあり、強い敵に対してある程度の敬意を示すだけの礼儀や自身のチームプレイヤーたちへの面倒見の良さもある。非常に頑丈な体格かつ高い攻撃力を誇る。再生能力を持っており、倒されても復活できる。打撃型の大剣アザルドナッターが武器。
野性解放したジュウオウジャーを全く寄せ付けない強さを発揮するも、ラリーのジューマンパワーを受け取った大和が新たに変身したジュウオウゴリラに敗れて笑いながら爆散するが、再生能力により蘇る。なお、ジュウオウゴリラに敗れてからは彼を「赤いの」と呼ぶ。
クバルがジュウオウジャーを利用してジニスへの反逆を行っていたころ、自身はバドと遭遇して交戦するが、ジュウオウバードに受けた傷を修復する際にジュウオウバードが落とした4体のジュウオウキューブウエポンを誤って取り込み、代わりに自身の欠片を残す。この欠片を見たバドとラリーには疑問を抱かれ、さらには本人にもジニスの誘いを受けてブラッドゲームに参加する前の記憶がなく、ジニスによると「ひどい状態で宇宙を彷徨っていたところを助けた」とのこと。4体のジュウオウキューブウエポンを体内に取り込んで以降、「なんかムズムズする」と身体の異変を訴えており、ナリアに調べてもらったことでバドとの戦闘により自身の体内に異物が入ったことに気付く。このことからバドを逆恨みして彼をつけ狙い、彼に加勢したジュウオウジャーと戦闘になり圧倒するも、ジュウオウバードの放ったホエールチェンジガンによるジュウオウファイナルを受けて封印されるが、その際に自身の記憶を取り戻している。
チームアザルドに所属するスモートロンからは「親方」、キルメンチからは「総長」と呼ばれており、スモートロンの所属部屋を表示する際には漢字で「亜嵯流怒部屋」、キルメンチが着ていた学ランには「亜座留怒」と漢字で書かれていた。
- メインライターの香村純子は、デザインを見てジュウオウキューブに絡めた設定とすることを発想した。デザインを担当した篠原は、生物対鉱物という構図を考えていたが、ジュウオウジャー側のキューブも鉱物のように見えるため、両者に同質性があるものと解釈し、キューブをモチーフとして、キューブで全身を人型に構成している。当初の着色では裸のように見えてしまい、デザイン時に篠原が見た『ライザップ』のCMに着想を得てランニングシャツと短パンを着せたようなものとなっている。

アザルド・レガシー
第45話から登場。かつて古代のジューランドにおいてケタスが変身した初代ジュウオウホエールによって地球の力を借りて封印された太古の怪物であり、アザルドの真の姿。「宇宙の破壊神」「不死身」を自称する。ケタスならびにキューブホエールによって宇宙に追放され漂流していた際、ジニスに回収され封印を解かれるも、不完全に封印が解かれた形で復活していた。衝撃波や爆発を起こす能力や口から出す破壊力のあるビームを持つ。ジュウオウバードの放ったホエールチェンジガンによるジュウオウファイナルを受けたアザルドが過去の記憶を取り戻し、自力で封印を解くと同時にかつての姿と力を取り戻した。その強さはジュウオウシャークに「パワーも硬さも今までと全然違う」と評されており、野性解放および野性大解放したジュウオウジャーをも一蹴した。
サジタリアークに帰還後、ジニスのことは命の恩人と認めつつも「お前」もしくは呼び捨てで呼ぶようになり、「これからは対等だ」と宣言。ブラッドゲームの覇者となるべく、戦いを挑んできたジュウオウジャーを強さと再生能力で圧倒するも、再生する際にコアの存在をジュウオウエレファントに気付かれる。ジュウオウジャーの連続攻撃を受け、ジュウオウホエールによりコアを破壊される寸前で対等を良しとしないジニスの命を受けたナリアの手で3枚のコンティニューメダルを投入されて意思も記憶も失ったうえで巨大化させられる。ワイルドトウサイドデカキングと戦うも、奪還されたキューブウエポン4体の攻撃に翻弄された隙を突かれて、ジュウオウドデカダイナマイトストリームで身体を破壊された後、再生を始めたコアをジューマン4人にジュウオウファイナルで封印され野性解放による連続攻撃で破壊されたことで、完全に最期を迎えた。
- デザインは、アザルドのカクカクしたシルエットや印象を残しつつキューブのようなものとは異なる要素で構成しており、共通するのは口くらいとなっている。立方体の単一要素であったアザルドに対して、こちらは直線的で細かな鉱物状の部分を有機的で不定形な要素で繋いでいる。

クバル
ジニスに仕えるチームリーダーの1人。ジャンルは人工鉱物。機械のような外見と慇懃無礼な丁寧な口調が特徴。
知的で精神的に生物をいたぶる嗜好を持ち、「じっくり作戦を練るのが私のプレイスタイル」と語る。そのため正反対な性格のアザルドのことを内心では馬鹿にしているが彼の実力自体は認めている模様であり、彼がジュウオウゴリラに敗れた際には驚いていた。アザルドの再生能力のことは快く思っておらず、卑怯だと考えているが、その能力を利用して彼を自身の盾にしてもいる。過酷な惑星の環境にも対応できるバイオ手術を施したハーフメカニカルボディを持ち、超ハンドガンと電磁レイピアに可変できるフェイスティッカーがメインウェポン。
実はジニスにより母星を滅ぼされた過去を持ち、仲間の敵を討つためにデスガリアンに加入し復讐の機会を窺っていた。しかし、その過程でデスガリアンの一員として多くの星の破壊に加担し、ジュウオウジャーを利用して翻弄したりと、その復讐はあくまで周りのことを考えない自分本位なものであり、その復讐心さえも保身から捨て去った。バングレイに対しては「ただ強いだけのチンピラ紛い」と評し反感を抱いているのはアザルドと同様だが、過去の記憶を彼に読み取られたこともあって独断で襲撃を企てるなどより攻撃的な姿勢を見せている。しかし、「ジニスを倒すのを手伝う代わりに、自身の狩りに協力する」とバングレイから取引を持ち掛けられて受け入れているが、キューブホエールに固執しいつまでたってもジニス打倒に乗り出そうとしないバングレイとの共闘に見切りをつけ、記憶を引き出せる能力を持ったバングレイの右手を切り落とすとそれを持ち去り、その際にバングレイに餞別としてコンティニューメダル1枚を投げ与えている。切り落としたバングレイの右手は自らの右手に装着し、その効果を自ら確かめるためにブラッドゲームの裏で暗躍を始める。一般市民から読み取った記憶を基に生み出したコピー人間をジュウオウジャーの元に送り込み、彼らの良心に付け込む形で実験テストを行った。その際に生み出す者自身そのものの記憶や生み出したコピーからの記憶からは実体化できない点が明らかになっている。
ナリアに陰謀を暴露されかけたが、逆に罠にはめ至近距離からの銃撃で倒した後、彼女の頭からジニスらの記憶を読み取る。復讐の達成にはジュウオウジャーの協力が必要だと感じたことで、偽者のジニスを生み出し操を拉致する。その後は偽者の操を生み出してジュウオウジャーを誘い出し、さらに偽者のアザルドを使ってジニスを地球に降り立たせることに成功、チームクバルのプレイヤーたちを生み出して包囲に成功し、満を持してジニスに復讐をかけようとするも、彼には初めから目的を見抜かれていたうえ、さらにシン・ジニスに進化したことで今までの計画が失敗に終わり、恐怖によりその場から逃走する。その後、ジニスには誰も敵わないと感じ、いずれ自分は殺されると悟ったことで錯乱し、生き残るためにプライドも復讐心も捨て、罪滅ぼしとして1日で地球上の全ての生き物を葬り去るというブラッドゲームを行う。この行動の裏にはジニスに対する極限の恐怖があったとはいえ、地球の全生命と引き換えに自分だけ助かろうとする身勝手さに対して、当初は説得を試みていたジュウオウジャーも怒りを露にし、復讐のために自分たちを翻弄したことや、操を心身共に苦しめるきっかけを作ったことを非難され、一度はジュウオウファイナルで倒されるが、ナリアに5枚のコンティニューメダルを投入されて巨大化。ジニスはゲームを盛り上げるための駒としてクバルを復活させたが、本人はブラッドゲームの成功を期待されたと思い込み、憎んでいたはずの相手に心から感謝し、チェーンコンティニューによりさらなるパワーアップを遂げる。ジュウオウジャーを自分が生き残るために邪魔な存在として認識して追い詰めるが、仲間のためにジニスへの恐怖を克服した操が戦列復帰したことで形勢は逆転する。最期はジュウオウジャーから仲間がいなかったために恐怖や絶望に負けたと指摘され、ワイルドトウサイドデカキングのジュウオウドデカダイナマイトストリームを受け敗北、最期まで生き残ることへの執念に囚われつつジニスへの救いを求めて叫びながら爆死した。
- デザインは脳が肥大化した古典的な宇宙人像をイメージしており、過去に別の軍団を率いる大ボスであったという裏設定で、生命維持装置のようなものを加えたり、立った襟や広がる裾などボス級に用いるデザイン要素を中途半端に断ち切った状態で取り入れて、「現状色々あってこうなった」というような匂いを出している。また、鉱物の要素も人間と同様の炭素系の生命体のため、外装に後付けされたものとなっている。
- メインライターの香村は、当初クバルの目的を滅んだ自身の星を復活させることと想定していたが、わかりやすくするためジニスへの復讐に改められた。

ジャグド
第1話に登場。ジニスに仕えるチームリーダーの1人。ジャンルはスティブナイト。黒い鉱石のような外見が特徴。
左腕に搭載されたスティブラスターカノンから破壊力のあるボール形のビームを撃つ。好戦的な性格で、生命豊かな地球に着いたとたんに大はしゃぎしてトライアングラーから地球に降り立ち暴れまくるなどの残忍さを見せている。最初に自ら侵略を開始するが、ジュウオウイーグルのライザースピニングスラッシュに倒され、その後に巨大化するもジュウオウキングのジュウオウ斬りにも倒され爆散した。その後は自身の配下であるドロボーズのイメージにも登場している。
『劇場版 動物戦隊ジュウオウジャーVSニンニンジャー 未来からのメッセージ from スーパー戦隊』にて、ギルマーダによって生み出された「闇の使い」の1人として再登場しているが、本作品の後日談となるOV作品『帰ってきた動物戦隊ジュウオウジャー お命頂戴!地球王者決定戦』では、ポカネ・ダニーロの配下として本格的に再登場を果たしている。
- ジュウオウジャーと最初に戦った敵であり、番組上での扱いもゲスト怪人であるが、設定上は幹部であるため、ゲスト怪人担当の豊田幸秀ではなく幹部担当の篠原保がデザインした。ヒャッハー系のシルエットにスティブナイトを置き、ところどころをレザーのシワのように置き換え、鉱物だけではなく鎧も着けている。

プレイヤー
チームリーダーの指示に従い行動するデスガリアンの怪人たち。その多くは、アザルドが率いる物理的な痛みを与えることが得意とする肉体派の「チームアザルド」、もしくはクバルが率いる精神的な苦しみを与えることが得意とする頭脳派の「チームクバル」に所属しているが、ジャグドが率いていた変わり者が在籍する「チームジャグド」に所属していた者や所属するチームが不明の者もいる。体のどこかに付いている投入口にコンティニューメダルを投入することで巨大化が可能。彼らの行動は文字通りゲームであり、劇中での描写のみならず公式サイトでの各解説でもそれが強調されている。プレイヤーの名前はゲームのジャンル名を捩ったもの。
- デザインは戦隊側の動物とは異なる趣向を根幹に、野生動物が決してやらない「ファッション」、幹部の鉱石に準じて「結晶体」、体のどこかに「模様（パターン）」の3点が統一コンセプトとして取り入れられている。

メーバ
ジニスが自身の細胞から作り出したメーバメダルから現れるデスガリアンの下級兵士。両刃の槍が武器。「プルプル」または「チャリーン！」としか発声しない。ジェットパックを装備した空戦部隊も存在するほか、トライアングラーを操縦する。
クバルがスイッチュウシャーで吸い取ったアムと合成されアムメーバとなった個体や、レオとアムのスモートロンとの取り組みの際に行司の衣装を着た個体もいた。
ジニスの正体もメーバの集合体である。メーバが自我に目覚め、自身の醜い姿に対するコンプレックスから、独自に遺伝子改造を施した結果、ジニスとなった。このため、ジニスは自身の細胞からメーバメダルを作り出すことができる。
- デザインを担当した篠原は、単細胞生物という設定からミジンコということとなり、胴体の模様や顔の造形などはすべてミジンコがモチーフとなっている。着色は資料で見つけたカラフルなミジンコを踏襲している。飛行能力はジュウオウイーグルが飛行して戦う相手とするため設定された。

### デスガリアンの戦力
サジタリアーク
デスガリアンのアジトである弓矢を模した宇宙船。
基地内にはバーカウンターのスペースがある他、チェスやダーツ盤が置いてあり、カジノを思わせる概観になっている。
ジニスはサジタリアークからのエネルギー供給により、その身体を維持しているが、キューブホエールのメモリーデバイスを取り込むことでシン・ジニスに進化し、サジタリアークの外でも自由に活動できるようになった。
第47話にてサジタリアークから放たれた矢からジニスの細胞を送り込み地球を破壊するブラッドゲームを始動させるも、ワイルドトウサイドデカキングの力で地球に引きずり込まれ破壊された。
- デザインは豊田幸秀が担当した。ゲーム感覚の敵という設定から、当初はすごろくのコースを巨大な宇宙都市にそのまま見立てたものとしていたが楽しそうすぎるということで不採用となり、鉱石をイメージした巨大な結晶のものと長い弓矢状のものが再考され、後者が採用された。内装はカジノルーレットをモチーフとしている。カウンターなどは同心円という幾何学的なデザインに変化を付ける意味で、不均一な結晶で構成された。ジニスの玉座は座るのがほぼ不可能と判断したため、細かな部分は造形スタッフに丸投げしたという。サジタリアークの操縦席という解釈もあったため、コンソールのようなものを手元にあしらい、左右両方にメダルプールがあったが、メーバメダルのプロップを多く用意できないことから、右側のみとなった。
- 終盤での展開は、当初は矢からエネルギーを吸うという設定であったが、次作『宇宙戦隊キュウレンジャー』のジャークマターの設定と被るため、逆に矢からエネルギーを送り込む設定となった。

トライアングラー
正四面体状のデスガリアンの戦闘機。メーバやプレイヤーが乗る。天蓋部分に装備したビーム砲が武器。
- デザインは、外観を篠原保が、コックピットを豊田がそれぞれ担当した。外観はジュウオウジャー側のキューブとの対比から三角形をモチーフとし、デルタ翼機風のものと正四面体型の2案から後者が選ばれた。実際に正四面体を紙で作り、そこに各面のディテールを描き込んでいる。コクピットはアーケードゲームの筐体をモチーフとしており、背面の図案は外観の三角形型の連続パターンと対戦型格闘ゲームの技コマンドを象っている。
- 編隊飛行の描写は、矢島信男が特撮監督を務めていたシリーズ初期の演出をオマージュしている。

メーバメダル
デスガリアンの戦闘兵であるメーバを生み出す銀色のメダル。中央にデスガリアンのマークが刻印されている。
- デザインは豊田幸秀が担当。

コンティニューメダル
上記のメーバメダルにジニスが自身の細胞から抽出したエネルギーを注入することで生み出す、金色のメダル。メーバメダル同様、中央にデスガリアンのマークが刻印されている。これを取り込んだプレイヤーや幹部は巨大化する。デスガリアン直属でない者でも身体に直接ねじ込んだり経口摂取などの形をとることで使用が可能で、第7話ではショッカー怪人であるシオマネキングに用い巨大化させ、第35話では窮地に追いやられたバングレイがクバルから餞別として渡された物を食べて巨大化している。
メダルを投入する役割を受け持つナリアは、直前に「ジニス様の細胞から抽出したエネルギーです。無駄遣いせぬよう励みなさい」と伝え、投入されたプレイヤーは巨大化後に彼女に対して「サンキュー、ナリア!」と返事をする。複数のメダルを投入することでチェーンコンティニューという従来よりも能力を上昇させる方法もある。ジニスやナリアはブーストコンティニューにより巨大化している。
ザワールドを洗脳する際には、操に対して複数のコンティニューメダルが使用されていた。
- デザインは豊田幸秀が担当。

ギフトシリーズ

ギフト
第10・11話に登場。地球侵略前にジニスが開発した殺戮マシン。一度に10個もの惑星を滅ぼすほどの威力を持つが、「ゲームにならない」という理由から長年封印されていた。対応機種はアブレーションレールガン、ジャンルはぶっ壊しアクション。
コンティニューメダルを使わず自らの意思で巨大化することができる。当初はドームに触れた生物を消滅させるというブラッドゲームで使用されたゲームを終了させるための解除スイッチに擬態しており、ジュウオウジャーがそのスイッチを押したことで起動し、本来の姿を現した。初戦では持ち前の実力でジュウオウジャーはおろか、ジュウオウキングとジュオウワイルドの2体掛かりの攻撃をもものともせずジュウオウジャーたちを圧倒したが、再戦時にはワイルドジュウオウキングの登場により形勢を逆転され、最後はジュウオウダイナミックストライクを受け破壊された。
- デザインは篠原保が手がけた。箱型のスイッチの形態はクリスタルの六角柱をイメージし、十字のラインは黒いリボンが巻かれており、そのままそれを頭部にして身体がそこから生えてくるということとなった。胸元の腕は、巨大化後も等身大ヒーローと戦うという想定でつけられた。

ギフトカスタム
第31話に登場。ジニスがキューブホエール捕獲のために開発したギフトのカスタム機。対応機種はビッグパイルランチャーと12連ミサイルポッド、ジャンルはフィッシング。
ボディには新たに緑のライン模様が加えられ、さらに今回は無人で動くロボットだった1号機と違って内部に操縦席が設けられており、そのコクピットに正三角形のプレート型メモリーデバイスを組み込むことで有人での制御が可能となっている。両胸部にあったドリルおよびノコギリはそれぞれ12連ミサイルポッドおよび3連装ビッグパイルランチャーに換装、強化チタン製のビッグパイルを連続で打ち込んで相手を弱らせた後、体全体で拘束しつつ10億ボルトもの電撃を浴びせる「コマンド・捕獲」で標的を捕獲する。
キューブホエール捕獲任務においてはナリアがパイロットを務め、ワイルドトウサイキングをも凌ぐ実力を見せつけたが、ドデカイオーの能力には歯が立たず最後はドデカイオーシャンスプラッシュを受けて破壊された。しかし、ジニスの本当の狙いはメモリーデバイスに記録されたキューブホエールとの交戦データであり、ナリアを脱出させる直前にメモリーデバイスを回収させている。

量産型ギフト
第47話に登場。ジニスが最後のブラッドゲームのために開発したギフトの量産機。対応機種はギフトカスタムと同様、ビッグパイルランチャーと12連ミサイルポッド、ジャンルはMMOアクション。
ボディには赤のライン模様が加えられている。ギフト同様無人で動き、複数の機体で連携攻撃「コマンド・無限ループ」を行う。

## その他の敵
バングレイ
第23話から登場。刺激を求め巨大な珍しい生物をハントしながら宇宙狩猟船ヤバングレイト号で星を渡り歩く巨獣ハンター。ジャンルはハンティングアクション。砕けた口調が特徴で口癖は「バリ」。好奇心旺盛かつ好戦的で、粗野な言動に反し、頭も回る策略家である。大和の言う「つながり」を「簡単に切れるもの」として否定的に見ており、大和に対する執着を見せる。地球に来た目的は地球に存在する伝説の巨獣を狩るためであり、後にそれがキューブホエールであることが判明する。
特殊な右手で相手の記憶を読み取り、その記憶の中にある者を実体化させるなど自身が「面白い」と判断したことを具現化する能力を持つが、相手の頭に直接触れないと効果を発揮しない。左腕の鍵爪と右手に持った錨のような巨大錨剣バリブレイドが武器で、腹部からは光弾を放つ。ジュウオウジャーとクルーザをまとめて一蹴するなど、実力はかなり高い。ナリア曰く、「判明しているものだけでも99体の巨獣を倒している」らしい。その実力をジニスに認められたことからナリアにブラッドゲームの参加を勧められ、その誘いに乗り、サジタリアークへと出向いている。しかし、「ジニスを喜ばせる」というゲームの条件には賛同できず、大和への執着から、デスガリアンをすぐに脱退。そのため、デスガリアン幹部の怒りを買うが、ジニスだけは「彼の行動をゲームに組み込めばいい」「予想できない駒があったほうが面白い」と放置している。クバルの記憶を読み取って以降、ジニスたちにも内緒でクバルと結託した。
クバルの記憶から偽者のジュウオウジャーを生み出し、キューブホエールの偽物を用いたジュウオウジャーの作戦を逆に利用して彼らを罠にはめ、大和を捕らえることに成功。大和と引き換えにキューブホエールを手に入れ、セラたちも纏めて葬り去ろうとするが、セラたちの作戦で大和を奪い返され、ヤバングレイト号もキューブホエールに破壊されてしまう。その上、利用していたクバルに見限られ、記憶を読み取るための右手を切断されて持ち去られ、斬られた右手にバリブレイドを接続して応急処置をするも、ジュウオウファイナルの前に敗れる。クバルが餞別として渡したコンティニューメダルを食べて巨大化するが、ワイルドトウサイドデカキングによってついに倒された。
『ジュウオウジャーVSニンニンジャー』では、ギルマーダによって生み出された「闇の使い」の1人として再登場を果たすが、右手はクバルに切断されたためバリブレイドをはめた状態で復活している。
- メインライターの香村は、バングレイは東映プロデューサーの宇都宮から「再生怪人が使える幹部」という要望を受け創作したものであると述べている。宇都宮は当初バングレイの能力を死者を操るものと想定していたが、同時期に放送していた『仮面ライダーゴースト』との兼ね合いから記憶を実体化するものへと改められた。実体化させる怪人の選定はスーツの都合によるため、脚本では「怪人A」などと記されていた。
- デザインを担当した篠原は、過去にキューブホエールと因縁があることから荒くれ者の海賊の要素を小説『白鯨』の義足の船長をイメージしたものに加えている。頭部の海賊の帽子のような意匠は当初はマンタのように見えてしまったことから、全体的にエイのような平べったい印象にしている。当初は鉱物モチーフを意図していなかったため、アズライトのような塗装にしている。

ゴクドス・ギル
第29話に登場。『ゴーカイジャー』の世界観を踏襲した本作品オリジナルの悪役。
かつてゴーカイジャーが宇宙帝国ザンギャックの本星で戦った、宇宙帝国歴代皇帝の邪悪な意志の集合体。
容姿は『ゴーカイジャー』に登場したアクドス・ギルと酷似しているが、体色がアクドスとは異なり白と赤を基調としたカラーリングになっている。大剣ゴクドソードを装備する。
バングレイが鎧の記憶から実体化させ、ワイルドトウサイキングと交戦したが、ジュウオウフォーティーアニバーサリーの前に敗れる。

## 設定・用語
ジューランド
ジューマンたちが暮らす、地球にはあるが人間界とは別次元にある異世界。建物や装飾は立方体で構成され、リンクキューブによって人間界と繋がっている。
かつては人間とジューマンは同じ次元で共生していたが、古代の怪物の襲撃を受けたケタスが王者の資格の力でジューランドを異次元に作った。
物語開始当初はリンクキューブがデスガリアンの襲撃で破壊されたことで往来不能の状態となっていたが、最終話にて王者の資格が全て揃ってリンクキューブが修復すると同時に人間界と融合した世界に生まれ変わった。
真理夫には当初、大和が機転を利かせて「外国」と伝えていた。
- ジューランドは、ジューマンの設定が確立した後にその出身地として創作された。企画段階では、「ジュートピア」という名称であったが、他作品と似通っていたため改められた。キューブを中心とした文化はロボットのデザインからの逆算で設定された。第2話以降は本編にあまり登場しないことが決まっていたため、オープニング・エンディングの映像でジューランドの存在感を強調している。
- 第1話のマーケットのシーンでは、『獣拳戦隊ゲキレンジャー』のピョン・ヒョウのそっくりさんが登場している。

ジューマン
ジューランドの住人で、人間と同じような体や服装と知能を持ちながらも動物の顔と本能や特性を併せ持つのが特徴の種族。ジューマンパワーが生命力であり、それを人間に与えることもできるが、与えるとその分だけ生命力や寿命は減る。
セラ・レオ・タスク・アム・バドは王者の資格の力により本来の姿であるジューマン態に加えて人間態にも姿を変えられるようになったが、人間態になってもセラには尾びれ、レオ・タスク・アムには尻尾、バドには尾羽がそのまま残っており、これらはデスガリアンなどの邪悪な敵が襲来したことを感知した際に直立し、さらに殺気の強さに比例して尾びれや尻尾に痛みが生じる。ただし、距離が遠すぎる場合や殺気を出さない機械が相手の場合などは反応しない。なお、人間態への変身はレオいわく「人間のふりをするのもいろいろ疲れる」とのこと。誰もが王者の資格の力で人間態になれるわけではなく、レオの持つ王者の資格をラリーが使用しても効果はなかった。また、気を失うとジューマン態に戻ることもある。
その姿ゆえに一部の人間からは怖がられる存在でもあるが、ガブリオの襲撃時にラリーによって救出された少女や、古本屋「ひねくれ堂」の店主の大岩源九郎、タスクが公園で絵本を読み聞かせた子供たちなどその姿に一切動じない者も少なからずおり、風切景幸もその一人である。
- メインライターの香村純子は、横浜の動物園で動物の仮装をしたブラスバンドが人気を得ているという話から着想を得たことを述べている。
- デザインは篠原保が担当し、衣裳はアパレル担当による。頭部は人間と同様に髪の毛と肌の部分に分けており、肌の側には髭など特徴的な部分を除き毛素材を用いていない。犀男・鰐男・狼男以降のジューマンは、帽子などを被せることで髪の部分を隠している。

王者の資格
リンクキューブのキーとなる、ジューマンを守る力を秘めたジューランドの秘宝で、クリスタル状のキューブ。全部で6つ存在し、このうちのジュウオウジャーのメンバーが持つ5つはひび割れた石の形状からジュウオウチェンジャーに変化した。残りの1つはデスガリアン襲撃の際にリンクキューブから外れてしまい、何者かに持ち去られ所在不明となった。そのため大和たち5人は日課として紛失した王者の資格を探し続けていたが、後にバドが拾い持ち去っていたことが判明し、その王者の資格は紆余曲折を経てジュウオウチェンジャーファイナルへと変化することとなる。また大和の持っていた王者の資格は、バドが最初に持ち去ったものでその後幼少時代の大和に託されたという経緯を持つ。
ジューマンが所持している場合はその力で人間の姿に変えることも可能だが、破損すると効果が無くなりジューマンの姿に戻ってしまう。
大王者の資格
リンクキューブの中心部に埋め込まれていた、一回り大きめの王者の資格。色は金色。マーベラスにより発見され、セラたちのジューマン態に反応してホエールチェンジガンへと変化した。
元々はケタスがホエールチェンジガンに大王者の資格と名付け、ジューランドを建国した後、リンクキューブの核としてキューブ状に変化させていた。

リンクキューブ
人間界とジューランドを結ぶゲートである巨大立方体。ジューランドでは非常に神聖なものとして大事にされているため、セラたちはリンクキューブの番人を務めていた。窪みに王者の資格を装填すると、キューブが開いて人間界とジューランドを行き来することが可能だが、王者の資格が6個すべてそろった状態でないと移動できない。キューブが開く際にはジュウオウチェンジャーと同じく上部が回転する動作を伴う。第1話でジャグドの攻撃により人間界側のリンクキューブが破壊され、さらに王者の資格の1つが紛失してゲートも破壊されたためセラたち4人はジューランドに帰れなくなった。第28話では中心部に大王者の資格が埋め込まれていることが判明した。
最終話で王者の資格が全て揃うと同時に修復されるが、人間界とジューランドの融合に伴い消滅した。

アトリエ・モリ
真理夫が暮らしている木造のツリーハウス。家の前には「ATELIER MORI」と書かれた木の札が置いてあり、内部はアトリエをはじめ、テーブルやベッド、台所や浴室などが備えつけられている。場所は森の中にあり、真理夫はここで仕事をしたり、動物のコスプレをしてなりきっていることもある。現在の大和の下宿先でもあり、彼が幼少期のころにも宿泊することがあったほか、ジューランドへ帰還することができなくなったセラたち4人のジューマンもしばらくはここで生活することとなる。トランパスとの最初の戦いにおいてはトランパスの力で宙に浮かされ移動させられたジュウオウゴリラの落下地点となり、屋根の一部が破損している。
- 前作『ニンニンジャー』では和風家屋がメインセットであったことから、その差別化も意図しツリーハウス風の建物となった。外観はキャンプ場の宿泊施設を用いている。

天宮総合病院
風切景幸の勤務先。重傷を負った操を運んだ病院であるが、大和にとっては二度と足を踏み入れたくない場所でもあった。

ブラッドゲーム
デスガリアンが行う侵略および破壊活動を兼ねた、生物をいたぶり殺戮する遊び。内容はオーナーのジニスを喜ばせた者が勝者となり、「勝者の称号」が与えられる。

## キャスト
中尾暢樹と國島直希は本作品がテレビドラマ初出演、柳美稀は本作品が女優デビュー作、渡邉剣は本作品がテレビドラマ初レギュラー出演、立石晴香は本作品がモデル引退後の芸能界復帰初仕事となる。追加戦士役の國島も他の5人と同時期に出演が決定していた。
バド（鳥男）役は、当初は声優が演じる予定であったが、人間態の登場も想定されたことから、顔出しでも演じられるよう村上幸平が起用された。森真理夫役の寺島進の起用理由について、東映プロデューサーの宇都宮孝明は「誰がアシカのマネをしたら面白いか」という点が一番であったと述べている。

### レギュラー・準レギュラー
- 風切大和 / ジュウオウイーグル - 中尾暢樹[104]
- セラ / ジュウオウシャーク - 柳美稀[104]
- レオ / ジュウオウライオン - 南羽翔平[104]
- タスク / ジュウオウエレファント - 渡邉剣[104]
- アム / ジュウオウタイガー - 立石晴香[104]
- 門藤操[注釈 47] / ジュウオウザワールド - 國島直希（16 - 48）[注釈 48]
- バド[注釈 49] / ジュウオウバード - 村上幸平[105]
- 風切和歌子 - 森脇英理子（24,45,47）
- 風切景幸 - 国広富之（42,45 - 48）
- 幼い大和 - 阿由葉朱凌
- 森真理夫[注釈 50] - 寺島進[104]

### 声の出演
プロデューサーの望月卓は、シリーズ40作記念作品であることから敵幹部に戦隊OBを起用することも検討していたが、東映アニメーションから出向していたプロデューサーの柴田宏明へキャスティングを委ねたため、この案は次作『宇宙戦隊キュウレンジャー』のフクショーグンに転用された。ジニス役の井上和彦は、柴田が井上の出演していたテレビアニメ『ハピネスチャージプリキュア!』でプロデューサーを担当していた縁で起用された。
- ナレーション、ケタス、各種アイテム音声[108] - チョー[88]
- ラリー - 石塚運昇[109]（5,6,26,37,38,44 - 48）
- 犀男 - ボルケーノ太田（20 - 22,25,42）
- 鰐男 - かぬか光明（20 - 22,25,42）
- 狼男 - 高橋英則（20 - 22,25,42）
- ジニス - 井上和彦[88]
- アザルド - 中田譲治[88]（1 - 46）
- クバル - 岩田光央[88]（1 - 42）
- ジャグド - 竹本英史（1,14）
- ナリア - 寿美菜子[88]
- バングレイ - 神奈延年（23 - 35）

### ゲスト
- 恵太 - 木村聖哉（1）
- 男の子 - 近藤大雅（1）
- カップル男 - 町井祥真（3）
- カップル女 - 加藤葵（3）
- 運転手 - 益成竜也（3）
- 青年1 - 長倉正明（4）
- 青年2 - 田中彪（4）
- 女の子 - 吉田空（6）
- 天空寺タケル / 仮面ライダーゴースト - 西銘駿（7）
- ユルセンの声 - 悠木碧（7）
- 平松大輔 - 岩井拳士朗（8）
- 少女 - 安生悠璃菜（10）
- 父親 - 松木研也（10）
- レポーター - 重廣レイカ（11）
- 大岩源九郎 - 堀内正美（12）
- 会社員 - にわつとむ（12）
- 高校生A - 奧崎海斗（12）
- 高校生B - 田村升吾（12）
- 五十嵐百合 - 井上小百合（乃木坂46）（13）
- 不破数宏 - 長田成哉（14）
- 不破まりん - 白本彩奈（14）
- トオル - 新田健太（16）
- ヒロシ - 橋渡竜馬（16）
- 健斗 - 加藤憲史郎（17）
- 健斗の父 - お宮の松（17）
- カップル男 - 田中慶（18）
- カップル女 - 牧野楽夢（18）
- 遼 - 磯貝虹來（23）
- 遼の母親 - 内田帆波（23）
- 男A - 岡田和也（25）
- 男B - 神前元（25）
- 釣り人 - 大林勝（26）
- 林ダイチ - 菅谷哲也（26）
- 林ユイ - 國領浩子（26）
- 神父 - ジョージ・エスチャート（26）
- 海賊戦隊ゴーカイジャー（28,29）
  - キャプテン・マーベラス / ゴーカイレッド - 小澤亮太
  - ジョー・ギブケン / ゴーカイブルー[注釈 51] - 山田裕貴
  - ルカ・ミルフィ / ゴーカイイエロー[注釈 51] - 市道真央
  - ドン・ドッゴイヤー（ハカセ） / ゴーカイグリーン[注釈 51] - 清水一希
  - アイム・ド・ファミーユ / ゴーカイピンク[注釈 51] - 小池唯
  - 伊狩鎧 / ゴーカイシルバー - 池田純矢
- ナビィの声 - 田村ゆかり（28,29）
- モバイレーツの声 - 関智一（28,29）
- 上司 - ほり太（ホロッコ / 32）
- 部下 - 亀井賢治（32）
- 彼女 - 浅井映里香（32）
- 彼氏 - 奥田圭悟（32）
- 大統領A - スティーブ・ライアン（32）
- 大統領B - ビル・フレミング（32）
- 島津 - 影山樹生弥（33）
- 見山 - 小平大智（33）
- 相撲アナウンス - 高木達也（33）
- 真美 - 萱野優（36）
- 少年 - 大浦彰希（36）、飛田光里（38）
- 亀男の声 - 手塚秀彰（38）
- 零 - 岩永洋昭（39）
- ジュン - 新井真悟（40）
- ノブオ - 浅野優貴（40）
- ヤンキー - 大貴、樽見貞幸（40）
- カップル - 高田将司、高田恵里（40）
- 看護師 - 羽村純子（42,46）、月夜野彩音（42）
- ケーキ屋店長 - 霜山多加志（43）
- リポーター - 八代みなせ（43）
- アパレル店員 - 結崎あゆ花（43）
- 子豚の声 - 坂本奈々（48）

### スーツアクター
下園愛弓は戦隊メインメンバーを本作品で初担当する。第1話ではジューマンのメンバー4人はジューマン態の状態で登場しており、例年と異なりスーツアクターが変身前のキャストに先行してキャラクターを演じている。
ジュウオウザワールド役の高田将司はクランクイン直後に怪我のため降板し、第23・24話での復帰までの間は蔦宗正人を中心に代役が演じた。その後、高田は次作『宇宙戦隊キュウレンジャー』のシシレッド役となったため、終盤の撮影にも参加していない。
ベテランの喜多川2tomは、人手が足りないときに戦闘員を演じていたと述べている。
- ジュウオウイーグル[出典 21] / ジュウオウゴリラ[出典 22] / ジュウオウホエール[26][113]、バド（ジューマン態・初期）[115]、ザワールド（代役）[26] - 浅井宏輔
- セラ（ジューマン態）[88][110] / ジュウオウシャーク[出典 23] - 五味涼子
- レオ（ジューマン態）[出典 24] / ジュウオウライオン[出典 25] - 竹内康博
- タスク（ジューマン態）[88][26] / ジュウオウエレファント[118][3][15][26][120]、ザワールド（18）[26] - 中田裕士
- アム（ジューマン態）[出典 26] / ジュウオウタイガー[出典 27]、アムメーバ（7）[20][110] - 下園愛弓
- ジュウオウザワールド[出典 28]、ジュウオウワイルド[68] - 高田将司
- ジュウオウザワールド（代役）[20][111]、ジュウオウバード[123] - 蔦宗正人
- バド（ジューマン態）[54][115] / ジュウオウバード[出典 29]、ギフト（10, 11）[125]、ノボリゾン（13）[126] - 今井靖彦
- ジュウオウキング[69][68]、ラリー[109][115]、シン・ジニス[出典 30] - 日下秀昭
- ジニス[出典 31] - 神尾直子
- ナリア[出典 31]、狼男[129] - 蜂須賀祐一
- クバル[出典 31]、ザワールド（代役）[26] - 清家利一
- アザルド[出典 31]、アザルド・レガシー[出典 32] - 岡元次郎
- ジャグド[86] - 佐藤太輔
- シオマネキング（7）[130]、ドロボーズ（14）[131][36] - 村岡弘之
- 犀男[129]、バングレイ[86] - 草野伸介
- 鰐男[129] - 大林勝
- トウサイジュウオー[68][132]、ドデカイオー[68][132]、ジニス（下段）[128] - 藤田洋平
- ザワールド（17）[26] [133]- 渡辺淳
- ゴーカイレッド[出典 33] - 福沢博文
- セラの父（9）[10] - 杉原輝昭
- ゴーカイブルー（29）[136] - 菊地雄人
- 仮面ライダーゴースト（7）[137] - 高岩成二

## スタッフ
スーパー戦隊シリーズで数多くの作品に参加した香村純子がメインライターを初担当。東映プロデューサーの宇都宮孝明は、香村の起用理由についてこれまでの執筆の実績と本人がスーパー戦隊シリーズを愛好していることを挙げている。サブライターには、香村の兄弟子である荒川稔久と香村と同期である田中仁が参加した。荒川は、第28話・第29話の執筆も予定していたが、都合により第27話を最後に降板した。
パイロット監督を務めた柴﨑貴行は、次作『宇宙戦隊キュウレンジャー』参加のため終盤のローテーションには参加していない。またローテーション監督の中澤祥次郎も『仮面ライダーエグゼイド』参加のため途中離脱している。竹本昇も『劇場版 動物戦隊ジュウオウジャーVSニンニンジャー 未来からのメッセージ from スーパー戦隊』の撮影後テレビシリーズに戻る予定であったが、同作品の撮影が長引いたためテレビシリーズには戻らず『帰ってきた動物戦隊ジュウオウジャー お命頂戴!地球王者決定戦』の撮影に移行した。そのため第4クールでは加藤弘之と杉原輝昭の2人体制となった。加藤は、本作品で初めて最終回を担当した。杉原は、当初チーフ助監督として参加し、映像特典『スーパー動物大戦』の監督を経てテレビシリーズで監督デビューとなった。
敵キャラクターのデザインはレギュラーを前作に引き続き篠原保が、ゲスト怪人を前作で一部の怪人を手掛けた豊田幸秀がそれぞれ担当する。篠原は、シリーズ40作記念として過去に参加したデザイナーになりきって描くというコンセプトを試行していたが、再現しきれず挫折したと述べている。
劇伴音楽には『特捜戦隊デカレンジャー』以来となる亀山耕一郎を起用。
- 原作 - 八手三郎、石ノ森章太郎（7,28,29）
- 連載 - テレビマガジン、てれびくん
- チーフプロデューサー - 佐々木基（テレビ朝日）
- プロデューサー - 井上千尋（テレビ朝日）、宇都宮孝明・柴田宏明（ - 第20話）・石川啓（第36話 - ）・望月卓（ - 第36話）（東映）、矢田晃一・深田明宏（東映エージエンシー）
- 脚本 - 香村純子、荒川稔久、田中仁、下山健人
- 音楽 - 亀山耕一郎
- アクション監督 - 福沢博文（レッド・エンタテインメント・デリヴァー）、清家利一（ジャパンアクションエンタープライズ）
- 特撮監督 - 佛田洋（特撮研究所）
- 撮影 - 松村文雄、大沢信吾、相葉実
- 照明 - 柴田守、堀直之、本田純一
- 美術 - 大谷和正
- 録音 - 伝田直樹、北村達郎
- MA・選曲 - 宮葉勝行
- 編集 - 阿部嘉之
- スクリプター - 高山秀子、森みどり、上田悠莉、渋谷康子、坂本希代子
- チーフ助監督 - 杉原輝昭、葉山康一郎、須上和泰
- 制作担当 - 東正信、田中耕作、石切山義貴
- ラインプロデューサー - 青柳夕子
- 計測 - 相葉実、佐藤真之、邊母木伸治
- 撮影助手 - 佐藤真之、西村翔、新井亮平、古谷津実海、根来佑子、植西陵、ジョンユル、三浦佑太
- 照明助手 - 山崎豊、玉川直人、石川由華、関澤陽介、迫田遼介、堤義典、柴田守、大場智史、堀直之、梶本康平、三浦暁、金谷真人、斉藤順
- 録音助手 - 藤井順也、辻克己、中村健太、志村紀貴、奈須野真見
- 装置 - 紀和美建
- 装飾 - 塩満義幸、山口康孝、淀名和祐介、大前瑠美（東京美工）、高津装飾美術
- セット付 - 桑原良太
- 衣裳 - 波田恵里奈、鷹觜理恵、徳重晃樹（東京衣裳）
- メイク - 柿原由佳、田中梨沙、松本愛美（サンメイク）
- 操演 - 橋本一輝、浅井隆之（ライズ）
- 助監督 - 谷本健晋、石黒裕章、森本悠太、葉山康一郎、福島宏介、池田祥之、田渕大倫、笠井大夢
- ダンス指導 - 松見裕子、濱田有紀、Q-TARO
- カースタント - 西村信宏（武士レーシング）
- 進行主任 - 滝沢栄、田中耕作、石切山義貴、喜多智彦
- 進行助手 - 石井宏樹、永井大裕、坂本祐輔
- キャラクターデザイン - 篠原保、豊田幸秀
- 企画協力 - 企画者104
- 資料担当 - 松井大、馬場竜太
- デザイン協力 - プレックス
- 造型 - レインボー造型企画、前澤範、前澤護、吉川学
- 音響効果 - 小川広美（大泉音映）
- MAオペレーター - 錦織真里
- EED - 長澤亮祐（東映デジタルラボ）
- EED助手 - 原田侑（東映デジタルラボ）
- 編集助手 - 佐々木裕、勝間田純平、板倉直美、三樹章子、大久保文貴
- 技術運営 - 八木明広
- 仕上進行 - 辻今日子
- ラインプロデューサー補 - 佐々木幸司
- 制作デスク - 辻絵里子、須藤若奈
- AP - 菅野あゆみ
- 広報AP - 上浦侑奈、川勝宥典
- 宣伝 - 大川希
- インターネットデータ放送 - メディプレ
- 視覚効果 - 沖満
- 絵コンテ - 田中浩二、伊藤康洋
- デジタル合成
  - 日本映像クリエイティブ - 柳原嘉宣、上田茂、光田望、髙橋和也、斉藤幸一、坂本将太郎、渡邉亮太、竹内大稀、足立麻沙子、前田尚宏
  - キュー・テック - 照井一宏、宇津川達郎、沼野太朗
  - アンダーグラフ - 小林敬裕、青山寛映、幸坂慶介
  - スープ・デジタル - 藤村光貴、大川崇子
  - ACT Designs.inc. - 岡本直樹、坂井孝祥、松井宥子
  - ミックジャパン - 泉昌人、福田仁史
  - 日本エフェクトセンター - 泉谷修、小柴浩、おかゆうみ、丁浩
  - フレームワークス・エンターテインメント - 杉村克之、後藤亜由美、岡本晃、森山徹也、谷井一気、石井優樹
  - 國米修市、キムラケイサク、林潔、笹江政毅、大谷喜朋、山本達也（特撮研究所）、岩谷和行
- （株）特撮研究所
  - 撮影 - 岡本純平
  - 撮影助手 - 内田圭、下釜七恵、尾上武、小島洋輔
  - 照明 - 安藤和也
  - 照明助手 - 関澤陽介
  - 美術 - 松浦芳
  - 美術助手 - 髙橋一、鶴田智也、秋山拓海、武藤聖馬、川口将史、岩村高志
  - 助監督 - 小串遼太郎、前畠慎悟
  - 操演 - 中山亨
  - 操演助手 - 和田宏之、秀平良忠、黒田政紀、小杉啓人、小川奈巳
- ミニチュア製作 - ミューロン
- 協力 - 石森プロ （第1、7話）
- 技術協力 - 東映ラボ・テック、RAID、おいぬビジョン、グレートインターナショナル、ブル、M・SOFT、enRoute、GRIFFITH、Quantal Rio
- 動物彫刻協力 - 馬塲稔郎、はしもとみお、本多絵美子、井戸博章
- 衣裳協力 - チャハネ、Kahiko、spinns、WEGO、JEANS MATE、いんどさらさ
- 美術協力 - kakesu
- メイク協力 - MAPLE
- 【仮面ライダーゴースト・ユニット】
  - 音楽 - 坂部剛
  - アクション監督 - 宮崎剛（ジャパンアクションエンタープライズ）
  - 助監督 - 上堀内佳寿也、茶谷和行
  - 小道具 - 岩田智久（東京美工）
  - キャラクター管理 - 小野島泰宏、中村豊
  - 音響効果 - 大野義彦（大泉音映）
- 監督 - 柴﨑貴行、加藤弘之、中澤祥次郎、竹本昇、杉原輝昭
- 制作 - テレビ朝日、東映、東映エージエンシー

## 音楽
オープニングテーマ「動物戦隊ジュウオウジャー」
作詩：藤林聖子 / 作曲・歌：高取ヒデアキ(Project.R) / 編曲：籠島裕昌(Project.R) / コーラス：ヤング・フレッシュ / 演奏：Z旗
コーラスを担当するヤング・フレッシュにスペシャルゲストとして堀江美都子が参加している。
第1話は映像が特別版となっており、大和を除くジュウオウジャー4人はジューマン態のみ登場し、デスガリアンのシーンに同話登場のチームリーダー・ジャグドが加わっている。また、同話のみ前奏の一部およびオープニングナレーションが省略されている。
第21話よりジュウオウザワールドのキャスト紹介が追加された他、劇中の展開に合わせ第7、12、23、32、36、47話で映像の追加・変更が行われている。
最終話では前奏のみが使用され、ナレーションおよび映像が最終決戦用の特別仕様となっている。
第1、2、7、8、9、11、16、33、35、42、最終話では挿入歌としても使用された。

エンディングテーマ
「レッツ! ジュウオウダンス」
作詩：藤林聖子 / 作・編曲：谷本貴義 / 歌：大西洋平(Project.R) / コーラス：ヤング・フレッシュ / 音楽プロデュース：Project.R（日本コロムビア） / 振付：パパイヤ鈴木
映像中に4色のキューブが登場し、データ放送ではどのキューブに動物が隠れているかを当てる「どうぶつかくれんぼ」が行われる。エンディング終了後は正解発表と同時にキューブに隠れている動物の映像が映される。詳細は#放送日程を参照。
第12・43話ではインストゥルメンタル版が劇中BGMとして使用された。また第21話以降のダンス映像には操・バド・ラリー・犀男・鰐男・狼男が新たに加わっている。第21・30話、第31話以降の奇数話では2番の歌詞が使用されている。
6月5日放送分（第17話）では「夏休み企画」と題して、視聴者からのエンディングダンスのダンス映像の募集が発表され、7月24日放送分（第22話）から期間限定で募集された映像がエンディング内で放送された。また8月14日放送分（第25話）では「チーム・レジェンドヒーロー」の名義で過去のスーパー戦隊および東映特撮作品のレギュラー出演者6人のダンス映像が、8月28日放送分（第27話）では翌週からの客演エピソードに先立つ形で、「ちまたでウワサの宇宙海賊たち」の名義で『海賊戦隊ゴーカイジャー』のメインキャスト6人のダンス映像が、それぞれ視聴者募集枠で流された。
「レッツ! ジュウオウダンス エクストラ・ホエールエディション」（最終話のみ）
作詩：藤林聖子 / 作曲・編曲：谷本貴義 / 歌：大西洋平(Project.R) / コーラス：ヤング・フレッシュ / 音楽プロデュース：Project.R（日本コロムビア）
「レッツ! ジュウオウダンス」の2番の歌詞の一部をジュウオウホエールのパートに差し替えたバージョン。最終話のために新たに制作された。劇中では1番のフルコーラスと2番のサビ部分が使用された。ダンス映像は従来のものに加え、ジュウオウホエール・ケタス・景幸・ワイルドトウサイドデカキングが登場する新撮映像も交えている。
また、前述の通りオープニングが省略されているため、クレジットはエンディングに集約されている。

「スーパー戦隊ヒーローゲッター2016」（第28、29話）
作詩：藤林聖子、荒川稔久 / 作・編曲：大石憲一郎(Project.R) / 演奏：Z旗 / 歌：Project.R（NoB、高取ヒデアキ、YOFFY、岩崎貴文、Sister MAYO、谷本貴義、五條真由美、高橋秀幸、松原剛志、鎌田章吾、大西洋平）
『海賊戦隊ゴーカイジャー』エンディングテーマ「スーパー戦隊ヒーローゲッター」に『ゴーカイジャー』から『ジュウオウジャー』までを加えたアップデート版。
第28話では『秘密戦隊ゴレンジャー』から『激走戦隊カーレンジャー』までを歌った1番、第29話では『電磁戦隊メガレンジャー』から『ジュウオウジャー』までを歌った2番が使用された。
『ゴレンジャー』から『天装戦隊ゴセイジャー』の映像は、『ゴーカイジャー ゴセイジャー スーパー戦隊199ヒーロー大決戦』のエンディング映像がほぼ流用されている。なお、新撮となるゴーカイジャー以降の戦隊のうち、『獣電戦隊キョウリュウジャー』のキョウリュウブラックおよび、『手裏剣戦隊ニンニンジャー』のキニンジャーとシロニンジャーの3人は豪快チェンジの関係でスーツの性別が変更されている。

挿入歌
「覚醒！ジュウオウジャー！」（第4、8、15、36、44話）
作詩・作曲・歌：大西洋平(Project.R) / 編曲：大橋恵(Project.R) / 演奏：ミラクルチンパンジー
「動物合体！ジュウオウキング」（第3、7、8、23、30、37、44話）
作詩：八手三郎 / 作曲・編曲：亀山耕一郎(Project.R) / 歌：Project.R（NoB、YOFFY、谷本貴義）
第7、30話では、一部歌詞を変更した「動物合体！ジュウオウキング（ジュウオウワイルドバージョン）」が使用された。
「あいさつどうぶつマーチ」
作詩：藤林聖子 / 作曲・編曲：亀山耕一郎(Project.R) / 歌：ヤング・フレッシュ
第33、36話ではインストゥルメンタル版が使用された。
「ジュウオウFight!」（第17、26、31、40話）
作詩：藤林聖子 / 作曲・編曲：山田信夫 / 歌：NoB(Project.R)
第40話ではインストゥルメンタル版と併用された。
「ジュウオウザワールド」（第21、22話）
作詩：藤林聖子 / 作曲・編曲：亀山耕一郎(Project.R) / 歌：松原剛志(Project.R)
第17、37話ではインストゥルメンタル版が使用された。
一部歌詞を変更した「ジュウオウザワールド（トウサイジュウオーバージョン）」も制作された（作中未使用）。
「デスデスデスガリアン！」
作詩：藤林聖子 / 作曲・編曲：亀山耕一郎（Project.R） / 歌：山形ユキオ
第37話ではインストゥルメンタル版、第38話では前奏のみが使用された。
「わが故郷 ジューランド」
作詩：藤林聖子 / 作曲：亀山耕一郎 / 編曲：籠島裕昌(Project.R) / 歌：五條真由美(Project.R) / 演奏：Z旗
第28、30、最終話では歌唱パートおよび編曲を変更した「わが故郷 ジューランド（スキャットバージョン）」が使用された。
「輝く王者」（第25、32話）
作詩：藤林聖子 / 作曲：岩崎貴文 / 編曲：中畑丈治(Project.R) / 歌：Project.R（高橋秀幸、宮島咲良）
「ドデカイオー現る！」（第31、35、44話）
作詩：高取ヒデアキ(Project.R) / 作曲：亀山耕一郎(Project.R) /  編曲：籠島裕昌(Project.R) / 歌・演奏：Z旗
「海賊戦隊ゴーカイジャー」（第29話）
作詞：岩里祐穂 / 作曲：持田裕輔 / 編曲：Project.R（籠島裕昌） / 歌：松原剛志 (Project.R) / コーラス：ヤング・フレッシュ、Project.R
『海賊戦隊ゴーカイジャー』オープニングテーマ。インストゥルメンタル版が使用された。

## 放送日程
- 「エンディングの動物映像」の括弧内は、その動物が飼育されている施設を表す。
- 各話終了時に無数のキューブが集まりジュウオウジャーのマークになる演出が入る。

| 放送日         | 放送回        | サブタイトル               | 登場怪人 | 脚本     | 監督       | エンディングの動物映像                   |
| -------------- | ------------- | -------------------------- | --- | -------- | ---------- | ---------------------------------------- |
| 2016年02月14日 | 1             | どきどき動物ランド         | - ジャグド | 香村純子 | 柴﨑貴行   | - ジャイアントパンダ（上野動物園）       |
| 2月21日        | 2             | この星をなめるなよ         | - ハルバゴイ（声 - 白鳥哲） | 香村純子 | 柴﨑貴行   | - アフリカゾウ（多摩動物公園）           |
| 2月28日        | 3             | 帰りたいけど帰れない       | - ボウガンス（声 - 大林洋平） | 香村純子 | 加藤弘之   | - キリン（多摩動物公園）                 |
| 3月06日        | 4             | リングに吼えろ             | - アミガルド（声 - 金尾哲夫） | 香村純子 | 加藤弘之   | - インドライオン（上野動物園）           |
| 3月13日        | 5             | ジャングルの王者           | - ガブリオ（声 - 高木渉） | 香村純子 | 中澤祥次郎 | - ニシローランドゴリラ（上野動物園）     |
| 3月20日        | 6             | ワイルドなプレゼント       | - ガブリオ（声 - 高木渉） | 香村純子 | 中澤祥次郎 | - ニホンリス（井の頭自然文化園）         |
| 3月27日        | 7             | ゴゴゴゴーストが出た       | - シオマネキング（声 - 関智一） - アムメーバ | 荒川稔久 | 竹本昇     | - スマトラトラ（上野動物園）             |
| 4月03日        | 8             | サバンナのメロディー       | - ヤバイカー（声 - 檜山修之） | 香村純子 | 竹本昇     | - ホッキョクグマ（上野動物園）           |
| 4月10日        | 9             | 終わらない一日             | - ハナヤイダー（声 - 岩崎征実） | 荒川稔久 | 柴﨑貴行   | - タイマイ（葛西臨海水族園）             |
| 4月17日        | 10            | 最も危険なゲーム           | - ギフト | 香村純子 | 柴﨑貴行   | - ニホンザル（上野動物園）               |
| 4月24日        | 11            | 動物大集合                 | - ギフト | 香村純子 | 柴﨑貴行   | - フタコブラクダ（大島公園動物園）       |
| 5月01日        | 12            | はなのみじかいゾウ         | - ハッテナー（声 - 飛田展男） | 田中仁   | 中澤祥次郎 | - ベニイロフラミンゴ（上野動物園）       |
| 5月08日        | 13            | 山頂の目撃者               | - ノボリゾン（声 - 中務貴幸） | 香村純子 | 中澤祥次郎 | - ニホンツキノワグマ（多摩動物公園）     |
| 5月15日        | 14            | ウソつきドロボーおバカ系   | - ドロボーズ（声 - 菊池正美）(14) - ハンタジイ（声 - 中博史）                                                                                                 | 荒川稔久 | 加藤弘之   | - フンボルトペンギン（井の頭自然文化園） |
| 5月22日        | 15            | 戦慄のスナイパー           | - ドロボーズ（声 - 菊池正美）(14) - ハンタジイ（声 - 中博史）                                                                                                 | 荒川稔久 | 加藤弘之   | - ハリモグラ（上野動物園）               |
| 5月29日        | 16            | ジューマンをさがせ         | - マントール（声 - 日野聡） | 田中仁   | 竹本昇     | - コアラ（多摩動物公園）                 |
| 6月05日        | 17            | エクストラプレイヤー、乱入 | - トランパス（声 - 増谷康紀） - ザワールド | 香村純子 | 竹本昇     | - ヒガシクロサイ（上野動物園）           |
| 6月12日        | 18            | きざまれた恐怖             | - トランパス（声 - 増谷康紀） - ザワールド | 香村純子 | 中澤祥次郎 | - タイリクオオカミ（多摩動物公園）       |
| 6月26日        | 19            | 信じるのは誰               | - ボウリンゲン（声 - 木村昴） | 香村純子 | 中澤祥次郎 | - イリエワニ（上野動物園）               |
| 7月03日        | 20            | 世界の王者                 | - ボウリンゲン（声 - 木村昴） | 香村純子 | 中澤祥次郎 | - ホンドタヌキ（井の頭自然文化園）       |
| 7月17日        | 21            | プリズン・ブレイク         | - プリズナブル（声 - 江川央生） | 香村純子 | 加藤弘之   | - カリフォルニアアシカ（上野動物園）     |
| 7月24日        | 22            | 覚醒か？ カン違いか？      | - イルジオン（声 - 山口勝平） | 香村純子 | 加藤弘之   | - ニホンカモシカ（井の頭自然文化園）     |
| 7月31日        | 23            | 巨獣ハンター               | - クルーザ（声 - 陶山章央） - ノボリゾン | 香村純子 | 竹本昇     | - チーター（多摩動物公園）               |
| 8月07日        | 24            | よみがえる記憶             | - ハンタジイ - 巨大アミガルド - 巨大トランパス | 香村純子 | 竹本昇     | - オールドワイフ（葛西臨海水族園）       |
| 8月14日        | 25            | アンハッピー・カメラ       | - ジャシンガー（声 - 高戸靖広） | 田中仁   | 柴﨑貴行   | - レッサーパンダ（多摩動物公園）         |
| 8月21日        | 26            | 大切な日を守りたい         | - ヤバイカー - 巨大ハルバゴイ | 田中仁   | 柴﨑貴行   | - カバ（上野動物園）                     |
| 8月28日        | 27            | 本物はどっちだ             | - | 荒川稔久 | 杉原輝昭   | - オオカンガルー（上野動物園）           |
| 9月04日        | 28            | 帰ってきた宇宙海賊         | - アザルド・レガシー - ドロボーズ - 巨大ボウガンス | 香村純子 | 加藤弘之   | - なし                                   |
| 9月11日        | 29            | 王者の中の王者             | - ゴクドス・ギル - 血祭ドウコク - 救星主のブラジラ - エンター・ユナイト - エスケイプ・エボルブ - 蝶絶神デーボス - 闇の皇帝ゼット・真                          | 香村純子 | 加藤弘之   | - なし                                   |
| 9月18日        | 30            | 伝説の巨獣                 | - ガブリオ - ハナヤイダー - 巨大イルジオン | 香村純子 | 竹本昇     | - ウシバナトビエイ（葛西臨海水族園）     |
| 9月25日        | 31            | 巨獣立つ時                 | - ギフトカスタム | 香村純子 | 竹本昇     | - アルパカ（上野動物園）                 |
| 10月02日       | 32            | 心は裏表                   | - オモテウリャー（声 - 三上哲） | 下山健人 | 柴﨑貴行   | - タツノオトシゴ（葛西臨海水族園）       |
| 10月09日       | 33            | 猫だましの恩返し           | - スモートロン（声 - 天田益男） | 下山健人 | 柴﨑貴行   | - ユキヒョウ（多摩動物公園）             |
| 10月16日       | 34            | 巨獣ハンターの逆襲         | - 巨大アミガルド - 巨大トランパス - 巨大イルジオン | 香村純子 | 加藤弘之   | - カピバラ（井の頭自然文化園）           |
| 10月23日       | 35            | ジュウオウジャー最後の日   | - バングレイ | 香村純子 | 加藤弘之   | - パンサーカメレオン（上野動物園）       |
| 10月30日       | 36            | ハロウィンの王子様         | - サンババ（声 - 浅沼晋太郎） | 田中仁   | 加藤弘之   | - グレビーシマウマ（多摩動物公園）       |
| 11月13日       | 37            | 天空の王者                 | - サグイルブラザーズ（声 - 木内秀信、優希比呂） | 香村純子 | 柴﨑貴行   | - オオイワガニ（葛西臨海水族園）         |
| 11月20日       | 38            | 空高く、 翼舞う            | - サグイルブラザーズ（声 - 木内秀信、優希比呂） | 香村純子 | 柴﨑貴行   | - ワオキツネザル（上野動物園）           |
| 11月27日       | 39            | カロリーとネックレス       | - シェフードン（声 - 福田信昭） | 田中仁   | 杉原輝昭   | - フェネック（井の頭自然文化園）         |
| 12月04日       | 40            | 男の美学                   | - キルメンチ（声 - 津田健次郎） | 田中仁   | 杉原輝昭   | - コキサカオウム（上野動物園）           |
| 12月11日       | 41            | 最初で最後のチャンス       | - アザルド - アミガルド - ハナヤイダー - イルジオン - ジャシンガー - 巨大ジャシンガー - オモテウリャー - 巨大オモテウリャー - シェフードン - 巨大シェフードン | 香村純子 | 加藤弘之   | - スリランカゾウ（多摩動物公園）         |
| 12月18日       | 42            | この星の行方               | - クバル | 香村純子 | 加藤弘之   | - ガラパゴスゾウガメ（上野動物園）       |
| 12月25日       | 43            | クリスマスの目撃者         | - ガッカリゼ（声 - 立花慎之介） | 香村純子 | 加藤弘之   | - トナカイ（多摩動物公園）               |
| 2017年01月08日 | 44            | 人類の王者                 | - | 香村純子 | 杉原輝昭   | - 東天紅（上野動物園）                   |
| 1月15日        | 45            | 解けた封印                 | - アザルド・レガシー | 香村純子 | 杉原輝昭   | - ルックダウン（葛西臨海水族園）         |
| 1月22日        | 46            | 不死身の破壊神             | - アザルド・レガシー | 香村純子 | 杉原輝昭   | - ツシマヤマネコ（井の頭自然文化園）     |
| 1月29日        | 47            | 最後のゲーム               | - 量産型ギフト - ナリア | 香村純子 | 加藤弘之   | - シロオリックス（多摩動物公園）         |
| 2月05日        | 48 （最終話） | 地球は我が家さ             | - シン・ジニス - 巨大ジニス - ナリア | 香村純子 | 加藤弘之   | - ミナミコアリクイ（上野動物園）         |

## 放送局
| 放送対象地域              | 放送局                                   | 放送期間                                              | 系列           | 放送時間                              |
| ------------------------- | ---------------------------------------- | ----------------------------------------------------- | -------------- | ------------------------------------- |
| 日本全域 （一部地域除く） | テレビ朝日（制作局） ほかANN系列局全24局 | 2016年2月14日 - 2017年2月5日                          | テレビ朝日系列 | 日曜 7:30 - 8:00                      |
| 山梨県                    | 山梨放送                                 | 2016年2月21日 - 2017年2月19日                         | 日本テレビ系列 | 日曜 5:30 - 6:00                      |
| 福井県                    | 福井テレビ                               | 2016年2月23日 - 3月22日 2016年4月3日 - 2017年2月19日  | フジテレビ系列 | 火曜 15:53 ‐ 16:23 日曜 5:30 - 6:00   |
| 宮崎県                    | 宮崎放送                                 | 2016年2月24日 - 9月28日 2016年10月5日 - 2017年2月15日 | TBS系列        | 水曜 15:30 - 16:00 水曜 15:25 - 15:55 |
| 島根県・鳥取県            | 山陰中央テレビ                           | 2016年2月26日 - 2017年2月24日                         | フジテレビ系列 | 金曜 16:20 - 16:50                    |
| 富山県                    | 北日本放送                               | 2016年2月28日 - 2017年2月19日                         | 日本テレビ系列 | 日曜 6:30 - 7:00                      |
| 徳島県                    | 四国放送                                 | 2016年3月4日 - 3月25日 2016年4月1日 - 2017年2月24日   | 日本テレビ系列 | 金曜 16:20 - 16:50 金曜 10:55 - 11:25 |
| 高知県                    | テレビ高知                               | 2016年3月6日 - 2017年2月19日                          | TBS系列        | 日曜 6:15 - 6:45                      |

### ネット配信
| 配信対象地域 | 配信先                   | 更新期間                                     | 更新時間          | 備考                                    |
| ------------ | ------------------------ | -------------------------------------------- | ----------------- | --------------------------------------- |
| 日本全域     | 東映特撮ファンクラブ     | 2016年2月14日 - 2017年2月5日                 | 毎週日曜8:30更新  | 配信後は常時配信                        |
| 日本全域     | 東映特撮YouTube Official | 2022年8月28日 - 2023年2月5日 2025年1月26日 - | 毎週日曜10:00更新 | 第1話のみ常時配信、2話以降は2話ずつ配信 |

## 他媒体展開

### 特別先行動画
第1弾
30秒ほどのショートストーリー。公開日は2016年1月2日。
都内某所にてセラ、レオ、タスク、アムがジューマン態の姿のままでボウリング、ショッピング、レストランで食事を楽しんでいると大和が乱入し、彼の知らせを聞いて急いでジュウオウジャーへと変身し、5人とも大慌てでジュウオウキングのところへ戻って行くという内容。
第2弾
公開日は2016年1月30日。
テレビシリーズ第1話に基づいた予告編だが、オリジナルのシーンもいくつか盛り込まれている。

### 映像特典
『動物戦隊ジュウオウジャー スーパー動物大戦』
2016年9月14日より発売の『動物戦隊ジュウオウジャー Blu-ray COLLECTION』映像特典として収録のスーパー戦隊40作品記念オリジナルドラマ。各巻1話収録全4話。アカレッド（40周年ver）とジェラシットが登場する他、『ゴーバスターズ』から『ニンニンジャー』までの4戦隊から一部の戦士が登場する。
キャスト
- 陣マサト / ビートバスター - 松本寛也（『帰ってきた特命戦隊ゴーバスターズVS動物戦隊ゴーバスターズ』『特命戦隊ゴーバスターズ』）
- 八手三郎 - 日笠淳

声の出演
- ビート・J・スタッグ / スタッグバスター - 中村悠一（『帰ってきた特命戦隊ゴーバスターズVS動物戦隊ゴーバスターズ』『特命戦隊ゴーバスターズ』）
- キョウリュウブルー - 金城大和（『獣電戦隊キョウリュウジャー』）
- トッキュウ6号 - 長濱慎（『烈車戦隊トッキュウジャー』）
- シロニンジャー - 矢野優花（『手裏剣戦隊ニンニンジャー』）
- ジェラシット - 櫻井孝宏（『海賊戦隊ゴーカイジャー』）
- アカレッド - 古谷徹

スーツアクター
- 浅井宏輔
- シロニンジャー - 五味涼子
- 竹内康博
- 中田裕士
- 下園愛弓
- アカレッド - 日下秀昭
- 村岡弘之
- ビート・J・スタッグ - 蔦宗正人
- 清家利一
- 神尾直子
- キョウリュウブルー - 高田将司
- 岡田和也
- 草野伸介
- 大林勝
- 橋本恵子
- 井口尚哉
- 榮男樹
- 藤田洋平
- 田中領
- 三上真司
- 小森拓真
- 松本直也
- 齊藤謙也

スタッフ
- プロデューサー - 中野剛、宇都宮孝明、柴田宏明、望月卓
- 脚本 - 下山健人
- 監督 - 杉原輝昭
- 制作 - 東映ビデオ、東映

### 映画
恒例となっていたスーパー戦隊祭のうち、次作品の戦隊（『宇宙戦隊キュウレンジャー』）との共演作は制作されていない。詳細は当該項目を参照。
『手裏剣戦隊ニンニンジャーVSトッキュウジャー THE MOVIE 忍者・イン・ワンダーランド』
2016年1月23日公開。前作『手裏剣戦隊ニンニンジャー』と前々作『烈車戦隊トッキュウジャー』のクロスオーバー作品。ジュウオウジャーが放送に先駆けて登場する。
『劇場版 動物戦隊ジュウオウジャー ドキドキサーカスパニック!』
2016年8月6日公開。
公開時期にあたる第22話から第26話まで、同作品の映像がOPに使用された。
『劇場版 動物戦隊ジュウオウジャーVSニンニンジャー 未来からのメッセージ from スーパー戦隊』
2017年1月14日公開。
本作品と『ニンニンジャー』のクロスオーバー作品。公開時期にあたる第42話から第46話まで、同作品の映像がOPに使用された。
『仮面ライダー×スーパー戦隊 超スーパーヒーロー大戦』
2017年3月25日公開。
本作品を含む仮面ライダーシリーズとスーパー戦隊シリーズのクロスオーバー作品。ジュウオウジャーに加え、ジュウオウタイガーの変身前でもあるアム、メーバとシン・ジニスも登場。
『機界戦隊ゼンカイジャー THE MOVIE 赤い戦い! オール戦隊大集会!!』
2021年2月20日公開。ジュウオウイーグル、バングレイ、クバルが登場。

### Vシネマ
『帰ってきた動物戦隊ジュウオウジャー お命頂戴!地球王者決定戦』
2017年6月28日発売。
Vシネクスト
『ルパンレンジャーVSパトレンジャーVSキュウレンジャー』
2019年5月3日劇場公開、同年8月21日Blu-ray＆DVD発売。『快盗戦隊ルパンレンジャーVS警察戦隊パトレンジャー』と『宇宙戦隊キュウレンジャー』のクロスオーバー作品。
門藤操 / ジュウオウザワールドがサプライズ出演。本筋には全く絡まず、敵との決戦でルパンレンジャー、パトレンジャー、キュウレンジャーが勢ぞろいするシーンに紛れ込んでおり、戦いの途中で退場してそのまま出番が終了する。
『機界戦隊ゼンカイジャーVSキラメイジャーVSセンパイジャー』
2022年4月29日期間限定劇場上映、同年9月28日にBlu-ray&DVD発売。ジュウオウイーグル、メーバが登場。

### テレビ作品
『仮面ライダーゴースト』
「春休み合体ヒーロー祭り」と称して、2016年3月27日放送分（本放送局）の同作品第24話に、本作品より風切大和 / ジュウオウイーグルがゲスト出演。同日放送の本作品第7話には同作品より天空寺タケル / 仮面ライダーゴーストとユルセンもゲスト出演しており、先に放送された本作品にて対面済みであることを踏まえた描写も盛り込まれている。
『4週連続スペシャル スーパー戦隊最強バトル!!』
スーパー戦隊シリーズ初のオリジナルストーリーテレビスペシャル。風切大和 / ジュウオウイーグルがメインキャストの1人として出演。

### ネット配信作品
『獣電戦隊キョウリュウジャーブレイブ』
同作品の最終話に、本作品よりジュウオウジャーの5人がゲスト出演。このうちジュウオウイーグルは変身前の風切大和としても登場。

### コマ撮りアニメ
『パワーレンジャー アニマルフォース』（ストップモーション）
YouTubeバンダイナムコKoreaトイ&ホビー公式チャンネルで2023年に配信のストップモーション・アニメーション（コマ撮りアニメ）。日本未発売の韓国版ジュウオウキューブ（タイタンキング、ビーストキング、ジュラシックキング、ブラキオエンペラー）が登場する。
| 配信日         | 話数 | サブタイトル （日本語訳）                                                 |
| -------------- | ---- | ------------------------------------------------------------------------- |
| 2023年 4月12日 | 1화  | 애니멀포스 전설의 이야기 （アニマルフォース伝説の物語）                   |
| 5月4日         | 2화  | 다시 맞서는 애니멀포스 （もう一度立ち向かうアニマルフォース）             |
| 6月14日        | 3화  | 쥬라식랜드 수호신 쥬라식킹 （ジュラシックランド守護神ジュラシックキング） |
| 7月5日         | 4화  | 고대의 애니멀포스 （古代のアニマルフォース）                              |
| 7月26日        | 5화  | 되찾은 평화 （取り戻した平和）                                            |